# الجدول الزمني لمعركة الموصل (2016-2017): المرحلة الثالثة
فيما يلي جدول زمني للمرحلة الثالثة من معركة الموصل (2016-2017) بين فبراير ويوليو 2017.

## فبراير: الهجوم على غرب الموصل

### 18 فبراير
في يوم 18 فبراير، توزعت منشورات على سكان غرب الموصل تعلن وتؤكد أن الهجوم على المنطقة التي يسيطر عليها تنظيم داعش في المدينة سيستمر قريبًا. كما استهدفت الطائرات المقاتلة العراقية مقر تنظيم داعش ومواقع الاتصالات في المنطقة الغربية.

### 19 فبراير
في 19 فبراير، أعلن رئيس الوزراء العراقي حيدر العبادي بدء العملية للسيطرة على غرب الموصل. هاجمت القوات العراقية لاستعادة مطار الموصل، واستولت على حوالي 15 قرية ومحطة كهرباء بالقرب من غرب الموصل خلال النهار.

### 20 فبراير
في يوم 20 فبراير، سيطرت القوات العراقية على قرية البو سيف الاستراتيجية جنوب الموصل ووصلت إلى محيط مطار المدينة. وفي الوقت نفسه، استعادت قوات الحشد الشعبي قرية سحاجي، آخر قرية تحت سيطرة داعش على الطريق بين تلعفر والموصل، مما أدى فعليًا إلى قطع الطريق بين المدينتين. كما سيطرت على قرية لازاغا خلال النهار. وفي الوقت نفسه، صرحت مجموعة مكافحة الإرهاب في كردستان العراق أن قوات البيشمركة قتلت العديد من قادة داعش وما لا يقل عن 30 مسلحًا في عملية نفذت بالتعاون مع التحالف ضد داعش. ومن بين القادة الذين قُتلوا في العملية أبو بكر الشيشاني، وهو مواطن روسي ومسؤول عسكري في داعش بمحافظة نينوى، وأبو فاطمة التونسي، المسؤول المالي للجماعة في المحافظة، والدكتور صلاح حسن الصقلاوي (المعروف أيضًا باسم الدكتور عبد الله) الذي يُعتبر وزير الصحة في داعش، وكذلك الدكتور أبو حسن الحمصي، أمير الجماعة للصحة في ولاية الشام. كما هاجمت القوات العراقية معسكر الغزلاني، أكبر منشأة عسكرية في الموصل. كما ورد أن الشرطة الاتحادية استولت على حوالي 8 قرى في الضواحي الغربية للموصل.

### 21 فبراير
في 21 فبراير/شباط، واصلت القوات العراقية تطهير التلال المحيطة بالبو سيف، ونجحت في تطهير قريتين قربها. وصرح رائد شاكر جودت، قائد الشرطة الاتحادية، لاحقًا بأن داعش انسحب من مطار الموصل بعد اشتباكات. وأُعلن عن مقتل ما لا يقل عن 90 مسلحًا من داعش في غارات بطائرات مسيرة خلال اليوم، وكان من بينهم كبير المراقبين الأمنيين في داعش "أبو عبد الله" ومخلد الجحيشي، أحد كبار جلادي داعش في سجن بادوش.

### 22 فبراير
على عكس تقارير الأيام السابقة، أفادت التقارير أن المطار لا يزال تحت سيطرة داعش، حيث تستعد القوات العراقية لهجوم لاستعادته. وفي الوقت نفسه، شنت قوات الحشد الشعبي هجومًا للسيطرة على تلعفر واستولت على قريتين حولها، مما أسفر عن مقتل 47 مسلحًا وتدمير 13 مركبة مفخخة في هذه العملية. قُتل عمار مصطفى يوسف (المعروف أيضًا باسم أبو إبراهيم)، والي داعش في تلعفر، مع ابنه في غارة جوية شنتها القوات الجوية العراقية على قرية بالقرب من تلعفر. أعلن جودت أن القوات العراقية استعادت تلال البوسيف خلال النهار.

### 23 فبراير
في 23 فبراير، هاجمت القوات العراقية مدعومة بطائرات بدون طيار ومدفعية ثقيلة مطار الموصل، متقدمة من عدة اتجاهات نحوه. واستولوا على المطار لاحقًا إلى جانب قريتين أخريين بالقرب منه. بالإضافة إلى ذلك، أعلن العميد يحيى رسول أيضًا أن القوات العراقية استولت على مستودع أسلحة لتنظيم داعش ومقر سابق لداعش وثكنات في منشأة الغزلاني العسكرية. كما أعلن جودت أن القوات العراقية استولت أيضًا على مصنع سكر قريب إلى جانب مناطقه السكنية. وفي الوقت نفسه، أفادت التقارير أن الغارات الجوية في غرب وجنوب الموصل قتلت 35 عضوًا من تنظيم داعش بمن فيهم رئيس بلدية المنطقة. كما أصدر تنظيم داعش حكمًا بالإعدام على قائد كبير يُدعى "أبو أسامة" كان قد فر أثناء معركة مطار الموصل. في غضون ذلك، أعلنت هيئة الحشد الشعبي أن علي عبد الكاظم السعيدي، قائد اللواء العاشر التابع لها، قُتل في اشتباكات مع تنظيم داعش في تلعفر. كما وردت أنباء عن مقتل أحد أمراء داعش، أبو دجانة التونسي، خلال اشتباكات في تلعفر. صدت قوات الحشد الشعبي هجومًا مضادًا لداعش لكسر حصار الموصل خلال اليوم. وأسفر هجوم صاروخي لداعش في وقت متأخر من اليوم على جنود متمركزين في مطار الموصل عن عشرات القتلى.

### 24 فبراير

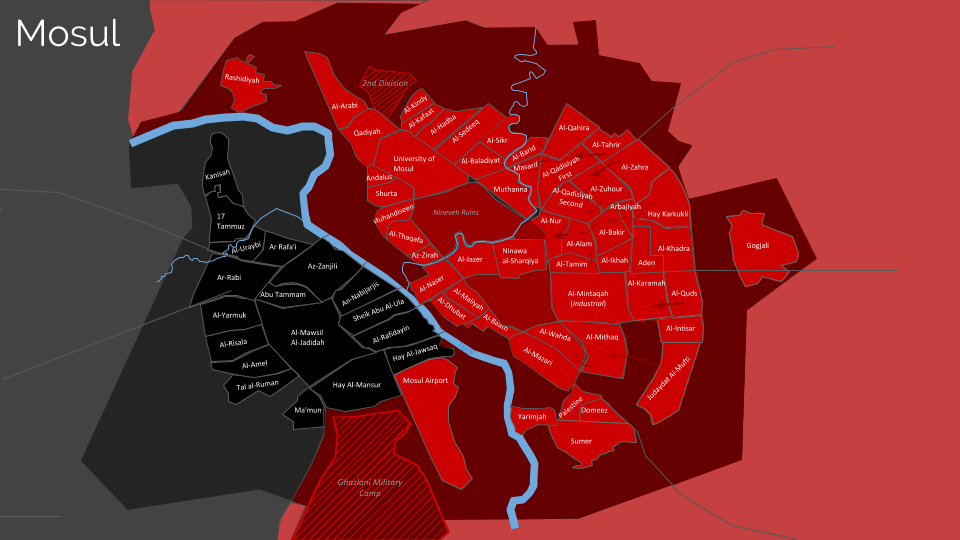
وضع المعركة في الموصل حتى 24 شباط 2017.

في 24 فبراير، سيطرت القوات العراقية على قاعدة الغزلاني العسكرية ودخلت حيًا في غرب الموصل لأول مرة. وأعلن جودت أنهم استولوا على منشأة رياضية في حي الطيران. كما أعلن سامي العريضي، الفريق أول في جهاز مكافحة الإرهاب، أن القوات العراقية سيطرت على قرية تل الريان، خارج الموصل، ودخلت حي المأمون.

### 25 فبراير
واصلت القوات العراقية تقدمها داخل غرب الموصل في 25 فبراير. وأعلن العميد هشام عبد الكاظم أن الشرطة الاتحادية وفرقة الرد السريع قد سيطرتا على حاوي الجوسق وبدأتا في تطهير منطقة الطيران. وفي الوقت نفسه، ذكر السعدي أن جهاز مكافحة الإرهاب تقدم باتجاه منطقتي وادي حجر والمأمون من جبهتين ودخل كليهما. كما ذكر السعدي لاحقًا أن تقدمهم قد تباطأ وأنهم يواجهون مقاومة شديدة، وخاصة في المأمون، حيث أن شوارعها منظمة بشكل عشوائي، مما يجعل من الصعب إقامة حواجز على الطرق لمواجهة السيارات المفخخة. قُتلت شيفا كردي، وهي مراسلة كردية تعمل لدى رووداو، في انفجار قنبلة على جانب الطريق أثناء تغطيتها لتقدم القوات العراقية. وفي اليوم نفسه، أعلنت قوات الحشد الشعبي أنها سيطرت على ثماني قرى إلى الغرب من الموصل. كما أعلنت خلية الإعلام الحربي التابعة لوزارة الدفاع أن الكتيبة المدرعة التاسعة للجيش العراقي سيطرت بالكامل على محطة كهرباء اليرموك، التي تزود المدينة بأكملها بالطاقة. دمر تنظيم داعش جسرًا إلى قرية بادوش لإعاقة التقدم العراقي بينما أدت غارة جوية للتحالف على قافلة لداعش في القرية إلى مقتل 16 مسلحًا.

### 26 فبراير
تقدمت القوات العراقية أكثر في 26 فبراير/شباط للسيطرة على الجسر الجنوبي الذي يربط بين جانبي الموصل الشرقي والغربي. واستمرت الاشتباكات أيضًا في حيي حاوي الجوسق والطيران. واستولت القوات العراقية لاحقًا على حيي الطيران والمأمون. كما دخلت أيضًا أحياء المنصور والشهداء والدواس. كما أعلنت أنها سيطرت على الحراكيات، وهي منطقة جنوب المدينة يستخدمها تنظيم داعش كطريق رئيسي لتهريب النفط.

### 27 فبراير
تقدمت القوات العراقية في منطقة حاوي الجوسق، وأعلنت سيطرتها على الجسر الرابع في 27 فبراير. واستعادت لاحقًا السيطرة على منطقة الجوسق. وفي الوقت نفسه، أعلنت قيادة العمليات أنها سيطرت على قرية تل الرمان في غرب الموصل. كما دخلت واشتبكت مع داعش في منطقة وادي حجر. قتلت القوات العراقية 120 مسلحًا و"أمير" داعش المعين لمنطقة الدواسة أثناء تقدمها نحو وسط الموصل.

### 28 فبراير
تقدمت القوات العراقية نحو المباني الحكومية الرئيسية في الموصل في 28 فبراير. وواصل جهاز مكافحة الإرهاب التقدم في وادي الحجر للالتقاء بفرقة الرد السريع والشرطة الاتحادية المتمركزة على ضفة النهر. وأعلن جودت خلال اليوم مقتل 929 مسلحًا منذ بدء الهجوم على غرب الموصل. وصرح الجبوري أن الفرقة 15 من الجيش العراقي تستعد لاقتحام تلعفر. وصرح العقيد أحمد الجبوري من قيادة عمليات نينوى بالجيش العراقي في وقت لاحق أن القوات العراقية استولت على منطقة وادي حجر. وفي الوقت نفسه، أعلنت خلية الإعلام الحربي التابعة لوزارة الدفاع العراقية أن القوات العراقية استولت على قرية دامرجي الواقعة جنوب بادوش.

## مارس: معركة جنوب غرب الموصل

### 1 مارس
في الأول من مارس/آذار، أعلن لواء عراقي أن الجيش العراقي سيطر على آخر طريق رئيسي إلى غرب الموصل، حيث اقتربت الفرقة المدرعة التاسعة على بُعد كيلومتر واحد من المدخل الشمالي الغربي للموصل المعروف باسم "بوابة الشام". وقد أدى هذا التحرك فعليًا إلى قطع غرب الموصل عن تلعفر. وواصل جهاز مكافحة الإرهاب تقدمه واشتبك مع داعش في أحياء وادي حجر والمنصور والشهداء. وفي غضون ذلك، أعلنت قيادة العمليات المشتركة أن جهاز مكافحة الإرهاب واصل تقدمه في جوسق والطيران، وسيطر على 70% من وادي حجر، وطهر تمامًا المباني السكنية في حي المأمون، وتقدم في حي المنصور المجاور. وصرح الرائد عدنان مصطفى لاحقًا أن القوات العراقية سيطرت على بوابة الشام، إلى جانب قرية الريحاني، محاصرةً بادوش. واستولوا لاحقًا على "قاعدة تدمر" تحت الأرض، والتي كان داعش يستخدمها لتدريب المجندين، وفقًا لقادة عراقيين.

### 2 مارس
في يوم 2 مارس، شن تنظيم داعش هجومًا مضادًا على القوات العراقية خلال عاصفة مطرية ليلية في ليلة 1-2 مارس، على الرغم من أن القتال هدأ بحلول الصباح. زعم بعض سكان المدينة أن غارة جوية على مسجد عمر الأسود في حي الفاروق قتلت عددًا من المدنيين والمقاتلين المشتبه بهم من تنظيم داعش. ومع ذلك، صرح متحدث باسم التحالف أنه لم يكن على علم بمثل هذه الضربة. في غضون ذلك، صرح نقيب في فرقة الرد السريع أن القوات العراقية المتقدمة أُجبرت على التراجع من الدواسة إلى الجوسق، بعد الوقوع في فخ داعش للانسحاب الوهمي ووقوع العديد من الضحايا. أفادت التقارير أن أبو حذيف الحلبي، المصور الذي سجل إعلان أبو بكر البغدادي عن "الخلافة" في عام 2014، وكذلك ديوان مساجد داعش في محافظة نينوى، قُتل خلال النهار، إلى جانب ابنه ومساعده. وفي اليوم نفسه، أفادت التقارير أن 14 ألف مدني فروا من غرب الموصل خلال اليوم.

### 3 مارس
أعلنت القوات العراقية أنها سيطرت على منطقة وادي حجر في 3 مارس، وهو تقدم يسمح لهم بربط جميع قواتهم في جنوب المدينة. وفي الوقت نفسه، ذكر الصليب الأحمر أنه استخدم سلاح كيميائي على ما يبدو في إطلاق قذائف الهاون على منازل في شرق الموصل، وهو أول هجوم من نوعه خلال المعركة. أصيب 12 شخصًا في الهجوم. وفي اليوم نفسه، فر 14000 شخص من غرب الموصل، مما رفع عدد المدنيين النازحين من غرب الموصل إلى 46000 شخص.

### 4-5 مارس
صرح جودت أن الشرطة الاتحادية صدت هجومًا لداعش على أطراف ناحية الدوسة، مما أسفر عن مقتل 10 انتحاريين وتدمير 5 سيارات مفخخة. وذكرت خلية الإعلام الحربي التابعة لوزارة الدفاع أن غارة جوية شنتها قوات التحالف ضد داعش على مقر لداعش في ناحية النجار أسفرت عن مقتل أبو عبد الرحمن الأنصاري، مسؤول جند الخلافة، بالإضافة إلى 6 أمراء من بينهم أبو خالد وصباح العنزي وأبو عزام وأبو حجاب وأبو صياح وأبو طيبة. استأنفت القوات العراقية هجومها في 5 مارس، بعد توقفه لمدة يومين بسبب سوء الأحوال الجوية. وأفادت التقارير أن فرقة الرد السريع سيطرت على ناحية الدنادان، واقتربت من مجمع يضم مبانٍ حكومية في غرب الموصل. في غضون ذلك، تقدم جهاز مكافحة الإرهاب عبر منطقتي الصمود وتل الرمان. كما اشتبكوا مع داعش في منطقتي الشهداء والمنصور. أفادت التقارير بإلقاء القبض على أحد زعماء تنظيم داعش، والذي يُزعم أنه ابن عم البغدادي، في منطقة الجوسق.

### 6 مارس

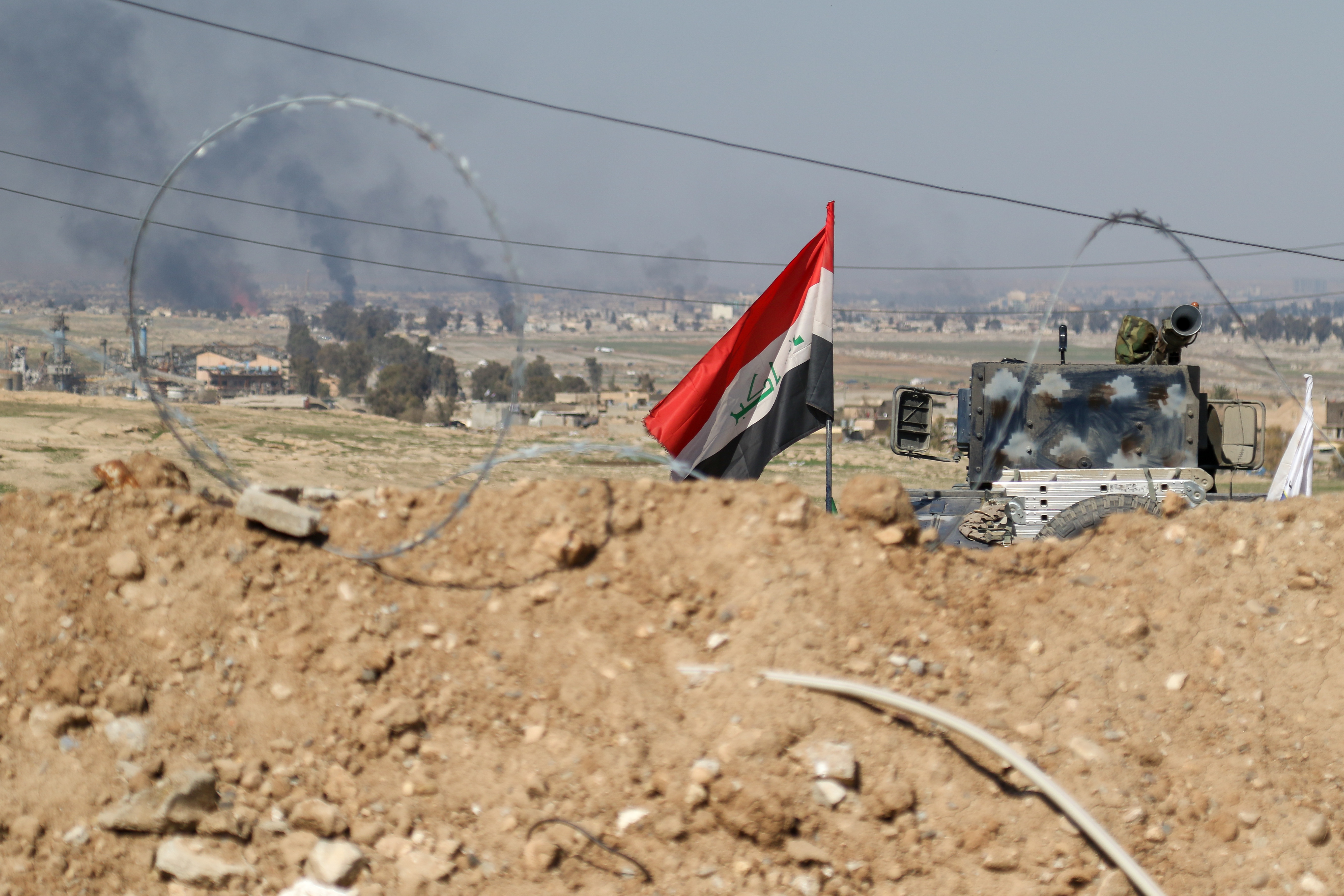
عملية استعادة غرب الموصل، 6 آذار/مارس 2017

سيطرت القوات العراقية على جسر الحرية (ويُسمى أيضًا "جسر الحرية") في 6 مارس. كما أعلن الجيش العراقي أن جهاز مكافحة الإرهاب قد استولى على قضاء الصمود. وفي الوقت نفسه، أعلنت قيادة العمليات أن فرقة الرد السريع والشرطة الاتحادية قد استولت على مقر شرطة نينوى ومجمع المحاكم ومديريات المياه والكهرباء والصرف الصحي. هاجم جهاز مكافحة الإرهاب قضاء المنصور بعد الاستيلاء على الصمود. وصرح ضابط في الشرطة الاتحادية أن غارة جوية شنتها قوات التحالف على محطة قطار المدينة قتلت عن طريق الخطأ 33 جنديًا سابقًا كانوا محتجزين هناك كأسرى لدى داعش. كما وردت أنباء عن مقتل 22 مدنيًا وإصابة 34 آخرين في الغارات الجوية على مناطق مختلفة وفي الوقت نفسه، استولت قوات الحشد الشعبي على منطقة جبلية استراتيجية بالقرب من قرية العياضية.

### 7 مارس
أعلن المقدم عبد الأمير المحمداوي أن فرقة الرد السريع استولت على مجمع محافظة نينوى بالإضافة إلى متحف الموصل وفرع البنك المركزي ومبنى يضم المحكمة العدلية الرئيسية لتنظيم داعش. وذكرت قيادة العمليات أن الشرطة الاتحادية استولت على مقر حكومة محافظة نينوى. كما أعلنت أن القوات العراقية سيطرت بالكامل على مناطق الدواسة والدنادان وتل الرمان. كما أفادت التقارير أن القوات العراقية استولت على القنصلية التركية في غرب الموصل. وفي الوقت نفسه، أعلنت قوة مكافحة الإرهاب العراقية أن القوات الحكومية استعادت 60 في المائة من غرب الموصل من داعش.

### 8 مارس
أعلن الجيش العراقي أن القوات العراقية صدت هجومًا مضادًا شنه تنظيم داعش خلال الليل، وسيطرت بالكامل على آخر طريق رئيسي يؤدي إلى تلعفر. وصرح اللواء علي كاظم اللامي من الشرطة الاتحادية أنهم سيطهرون المناطق التي استولوا عليها في غرب الموصل خلال النهار. وأعلن الجيش لاحقًا أن الفرقة المدرعة التاسعة استولت على سجن بادوش، المعروف بمذبحة سجن بادوش التي ارتكبها تنظيم داعش في عام 2014. وأعلن يار الله لاحقًا أن القوات العراقية جنبًا إلى جنب مع وحدات الحشد الشعبي استولت بالكامل على تلال العطشانة واقتحمت الشقق السكنية في منطقة سجن بادوش بعد الاستيلاء على السجن نفسه. وفي الوقت نفسه، أعلنت وحدات الحشد الشعبي أنها استولت أيضًا على محطة قطار الصابونية على الطريق بين الموصل وتلعفر واستولت على قرية تل خزاف بالقرب من الموصل. وأعلن يار الله لاحقًا أنهم استولوا على منطقتي المنصور والشهداء.

### 9 مارس
واصلت القوات العراقية قتال داعش داخل الموصل. وأعلن يار الله أن جهاز مكافحة الإرهاب سيطر على حيي المعلمين والسيلو. كما وصلت القوات العراقية إلى جامع النوري الكبير، الذي أعلن منه البغدادي قيام "الخلافة". في غضون ذلك، سيطرت قوات الحشد الشعبي على 7 قرى غرب الموصل. كما أعلنت سيطرتها على محطة بادوش للطاقة.

### 10 مارس
شنت القوات العراقية غارة خلال الليل بين 9 و 10 مارس. تعرضت القوات العراقية لهجوم مضاد في أحياء مختلفة وفي المجمع الحكومي الخاضع لسيطرتها، حيث صرح النقيب وليد إبراهيم أنهم فقدوا السيطرة على شارعين. وعلى الرغم من الهجمات، فقد واصلوا التقدم نحو المدينة القديمة، ووصلوا إلى الشوارع المتبقية بالقرب منها وقاتلوا حولها. كما قاتلوا داعش حول فندق آشور. وفي الوقت نفسه، أعلنت قيادة العمليات أن جهاز مكافحة الإرهاب قد استولى على حي العامل الأولى إلى جانب حي العامل الثانية. أعلن يار الله لاحقًا أن فرقة الرد السريع، إلى جانب الشرطة الاتحادية، استولت على حي النبي شيت وحي العقيدات. كما ذكرت خلية الإعلام الحربي التابعة لوزارة الدفاع أن القوات العراقية استولت على 3 قرى حول بادوش، وسيطرت على الضفة الغربية لنهر دجلة.

### 11 مارس
تقدمت القوات العراقية إلى وسط المدينة القديمة في الموصل يوم 11 مارس، وسط اشتباكات عنيفة، وتقدمت في ناحية باب الطوب، بينما تقدم جهاز مكافحة الإرهاب داخل الأغوات والرسالة في الجبهة الغربية، وتقدم أيضًا في منطقتي نفط ونابلس. وفي الوقت نفسه، استولت الفرقة 16 من الجيش العراقي على قريتين إلى الغرب من الموصل، بالإضافة إلى قرية خواجة خليل، وهي مجمع لمنشأة صناعية ومنشأة مياه إلى الغرب من الموصل، بينما استولت الفرقة المدرعة التاسعة مع وحدات الحشد الشعبي على جزء من بلدة بادوش وحاصرت مصنع أسمنت بادوش. وصرح العقيد عماد البياتي أن القوات العراقية استولت على منطقة المحطة التي تحتوي على محطة قطار ومجمعات سكنية. كما ذكر أنهم اقتحموا منطقة الآبار واستولوا على منطقتي باب البيض والفاروق إلى الجنوب من الموصل. أفاد سكان الموصل أيضًا أن داعش أطلق سراح عشرات السجناء الذين احتُجزوا بتهم بسيطة، مثل بيع السجائر، أو انتهاك حظر التدخين، أو حيازة هاتف محمول. في غضون ذلك، أعلن التلفزيون العراقي الرسمي أن القوات العراقية سيطرت على حوالي نصف غرب الموصل.

### 12 مارس
أعلن بريت ماكجورك أن الفرقة المدرعة التاسعة قطعت آخر طريق للخروج من الموصل. وصرح السعدي أن القوات العراقية سيطرت على أكثر من ثلث غرب الموصل. كما ذكر أن جهاز مكافحة الإرهاب يقاتل داعش داخل قضاءي الجديدة والأغوات. وفي الوقت نفسه، ذكرت قيادة العمليات أن فرقة الرد السريع والشرطة الاتحادية تهاجم قضاء باب الطوب. وأعلنت مديرية الاستخبارات العسكرية أن الغارات الجوية التي شنتها قوات التحالف ضد داعش قتلت محمود فتحي الجبوري، المعروف أيضًا باسم أبو رسل، المسؤول الإداري لداعش، ودمرت أيضًا مصنعًا للمتفجرات تابعًا للجماعة. واستولت الفرقة 16، إلى جانب وحدات الحشد الشعبي، على قريتين شمال غرب الموصل خلال النهار. وأعلنت قيادة العمليات المشتركة لاحقًا أن جهاز مكافحة الإرهاب قد استولى على قضاء الأغوات. وأضاف جودت أنهم سيطروا أيضاً على سوق الأربعة وساحة الرماح في باب الطوب، بالإضافة إلى منطقة الموصل الجديدة.

### 13 مارس
واجهت القوات العراقية مقاومة شديدة أثناء محاولتها التقدم في المدينة القديمة وحتى الجسر الحديدي. وصرح مسؤولون عسكريون بأن تقدمهم قد تباطأ بسبب الأمطار الغزيرة في الصباح، على الرغم من أنهم اقتربوا من الجسر بمسافة 100 متر. وأعلنت قيادة العمليات المشتركة لاحقًا أن جهاز مكافحة الإرهاب قد استولى تمامًا على منطقتي نفط والموصل الجديدة. وحذر خميس الخنجر، وهو سياسي عراقي بارز ضغط على الولايات المتحدة والحكومتين العراقية لضمان أن تكون الخسائر المدنية في المعركة ضئيلة، من أن الخسائر المدنية آخذة في الارتفاع بسبب الوتيرة المتسارعة للحملة. وأضاف أن أكثر من 3500 مدني قُتلوا منذ بدء الهجوم على غرب الموصل.

### 14 مارس
واصلت القوات العراقية تقدمها في المدينة القديمة وباتجاه الجسر الحديدي. وأعلن ضابط في الشرطة الاتحادية أن الشرطة الاتحادية قتلت أبو عبد الرحمن الأنصاري، القائد العسكري لتنظيم داعش في المدينة القديمة. استولت القوات العراقية على محطة قطار الموصل، التي كانت في يوم من الأيام واحدة من أهم محاور السكك الحديدية في العراق. كما ذكر جودت أنهم استولوا على محطة الحافلات القريبة. كما استولوا على منطقة كراج بغداد. كما ورد أن القوات العراقية اعتقلت وزير الصناعة في داعش ومساعده. وفي الوقت نفسه، ذكر جودت أن القوات العراقية استولت على منطقتي باب الجديد وباب البيض، وكانت تسيطر على 90٪ من المدينة القديمة. كما استولت القوات العراقية على قريتين إلى الشمال الغربي من الموصل.

### 15 مارس
أعلنت الشرطة الاتحادية في 15 مارس أنها سيطرت على الجسر الحديدي، مع فرقة الرد السريع، مما جعلهم يسيطرون بشكل كامل على ثلاثة من أصل خمسة جسور في الموصل، وتقدموا أيضًا إلى جامع النوري. وذكر ضباط عراقيون أن الطقس الغائم كان يبطئ تقدمهم، بسبب عدم توفر الغطاء الجوي. وصرح العميد الركن فلاح العبيدي أن جهاز مكافحة الإرهاب قد استولى على منطقتي دور السكاك والنفط، وهما موقعان لمصانع الأسلحة الرئيسية لتنظيم داعش، وتقعان إلى الغرب من المدينة القديمة. وذكرت المنظمة الدولية للهجرة أن عدد المدنيين الذين فروا من غرب الموصل ارتفع إلى 100000. وصرح سمير داود المحسن، ضابط الفرقة المدرعة التاسعة، أن القوات العراقية بدأت في التقدم نحو منطقة باب البيض. صرحت دائرة الاستخبارات العسكرية العراقية بمقتل 3 من كبار قادة داعش في غارات جوية على منطقة الجديدة شنتها القوات الجوية العراقية، ومن بينهم: أبو أنس الجبوري، الذي كان مسؤولاً عن وحدات الانتحاريين، ومحمد فتحي الجبوري، الذي كان مسؤولاً عسكرياً في الجماعة، بالإضافة إلى مساعده أحمد نواف الجبوري. كما استولت الفرقة المدرعة التاسعة على بلدة بادوش، بالإضافة إلى قرية مجاورة، وسيطرت على منطقة بادوش بأكملها. كما تقدم جهاز مكافحة الإرهاب في مناطق نابلس ويبسات ورسالة ووادي العين.

### 16-17 مارس
واصلت الشرطة الاتحادية وفرقة الرد السريع الاشتباك مع داعش في المدينة القديمة، ووصلت إلى مسافة 500 متر من مسجد النوري، على الرغم من أن تقدمها تباطأ بسبب الأمطار الغزيرة. كما استولت القوات العراقية على مستشفى خلال النهار. كما صد هجوم لداعش على بادوش خلال النهار. واصلت القوات العراقية تقدمها في المدينة القديمة في 17 مارس، في محاولة للسيطرة على طريق رئيسي يستخدمه داعش لإطلاق السيارات المفخخة على مواقعهم. وصرح متحدث باسم الشرطة الاتحادية أنهم استولوا على مسجد الباشا وشارع العدالة وسوق باب السراي. كما صرح الفريق الركن عبد الغني الأسدي أن جهاز مكافحة الإرهاب يتقدم في منطقتي الرسالة ونابلس.

### 18 مارس
أعلن جودت في 18 مارس أنهم سيطروا على سوق الأربعين وصومعة الحبوب المطلة على المدينة القديمة. وفي الوقت نفسه، صرح عادل أحمد، نقيب الشرطة الاتحادية، أنهم سيطروا على منطقتي الكر والطوافة، مما يسمح باستخدامهما كممرات للمدنيين الفارين. وصرح النقيب يونس محمد أن داعش شن هجومًا كيميائيًا على العدالة وباب السراي والشاعر نينوى. وذكر أن 12 شخصًا أصيبوا في الهجوم.

### 19 مارس
صرح متحدث باسم الشرطة أن الشرطة الاتحادية وفرقة الرد السريع استأنفتا تقدمهما بعد توقفهما بسبب سوء الأحوال الجوية. واشتبكت القوات العراقية مع داعش للاقتراب من جامع النوري خلال النهار. وفي الوقت نفسه، صرحت وزارة الدفاع العراقية أن التحالف المناهض لداعش دمر مركز قيادة لداعش، مما أسفر عن مقتل 6 من قادة داعش الأجانب بمن فيهم عبد الكريم الروسي، وهو قائد روسي كان قائد لواء طارق بن زياد. وتعرفوا على القادة الآخرين الذين قتلوا في الغارة الجوية وهم صالح الأحمد وأبو دعاء المغربي ويوسف عوني وعبد الله حمود وميلاد سيرو. كما أعلن بيان للشرطة عن القبض على حسام شيت الجبوري، وهو قائد محلي لديوان الحسبة التابع لداعش في منطقة باب السجن. وأعلنت قيادة العمليات المشتركة أن جهاز مكافحة الإرهاب قد استولى على قضاء نابلس. كما ذكرت أن الفرقة المدرعة التاسعة قد استولت على منطقة الملوثة بالإضافة إلى قرية إلى الشمال من بادوش. صرح مصدر أمني لقناة سكاي برس الإخبارية العربية أنهم سيطروا أيضًا على حي خالد بن الوليد وباب السجن.

### 20 مارس
في 20 مارس/آذار، استأنفت الشرطة الاتحادية وفرقة الرد السريع تقدمها نحو مسجد النوري بعد الضباب والأمطار في الصباح الباكر، حيث وصلت إلى مسافة 1600 قدم (488 مترًا). م) من المسجد. صرحت القوات العراقية أنها سيطرت على مجمع سكني بالقرب من مصنع أسمنت بادوش. كما صرح مسؤول بوزارة الداخلية العراقية أن مقاتلي داعش أسروا عقيدًا في الشرطة العراقية وثمانية ضباط آخرين بعد نفاد ذخيرتهم خلال اشتباكات في منطقة باب جديد في الساعات الأولى من الصباح. نفى المقدم عبد الأمير المحمداوي، مسؤول الإعلام في فرقة الرد السريع، أسر أي ضباط شرطة، على الرغم من أن بعض مصادر الشرطة الاتحادية ذكرت أنهم قُتلوا. وفي الوقت نفسه، استهدفت الغارات الجوية العراقية عدة مواقع لتنظيم داعش في تلعفر وسنجار، مما أسفر عن مقتل 47 مسلحًا وتدمير خمس مركبات مفخخة، وفقًا لوزارة الدفاع. وأضافت الوزارة أن 20 عضوًا آخرين من تنظيم داعش قُتلوا أيضًا في تلعفر.

### 21 مارس
واصلت القوات العراقية التابعة لوزارة الداخلية القتال داخل المدينة القديمة حيث نشروا القناصة لاستهداف المسلحين بينما اشتبك جهاز مكافحة الإرهاب على الجبهة الغربية في 21 مارس. وأعلنت قيادة العمليات أن جهاز مكافحة الإرهاب قد استولى على الرسالة وشقاق نابلس في الغرب. وصرح يحيى رسول أن القوات العراقية سيطرت على حوالي 60٪ من غرب الموصل. كما صرح العميد سعد معن أيضًا أنه عثر على جثث العقيد وضابطين اختطفوا في اليوم السابق، لكنه نفى أسرهم. كما أعلنت هيئة الحشد الشعبي أنها سيطرت على المجمع السكني، بالإضافة إلى قريتين ومنطقة أريحية بالقرب من بادوش. كما صرحوا أنهم وصلوا إلى مشارف غرب الموصل.

### 22 مارس
قصف تنظيم داعش المناطق التي سيطرت عليها القوات العراقية، مما أسفر عن سقوط ضحايا من المدنيين. وأغلقت الشرطة الاتحادية الطرق في المدينة القديمة بحواجز ترابية لمنع السيارات المفخخة من مهاجمة مواقعها. وفي الوقت نفسه، صرح ضابط في جهاز مكافحة الإرهاب أن الجهاز يتقدم في ناحية اليابسات والمنطقة الصناعية القديمة. وأعلنت الاستخبارات العسكرية العراقية أن حسن محمود الفرحات، قائد لواء المدفعية التابع لتنظيم داعش، قُتل في غارات جوية للتحالف على سيارته في ناحية التنك مع زوجته إيمان الطوخي، التي كانت ضابطة طبية في الجماعة. وخلال النهار، أعلن يار الله أن الفرقة المدرعة التاسعة استولت على قريتين في ناحية بادوش الشمالية. وذكرت وزارة الدفاع أنها استولت أيضًا على مركز قيادة لتنظيم داعش في المنطقة، مما أسفر عن مقتل أكثر من 40 مسلحًا بمن فيهم قائد كبير يُعرف باسم أبو عبد الرحمن.

### 23 مارس
أوقفت القوات العراقية تقدمها صباح يوم 23 مارس/آذار، بسبب الطقس الغائم. وصرح متحدث باسم الشرطة لاحقًا بأن تعزيزات الشرطة الاتحادية تحركت نحو المدينة القديمة وتستعد لاقتحامها. وفي الوقت نفسه، صرح مسؤولو الدفاع المدني والسكان المحليون بأن عشرات المدنيين دُفنوا تحت الأنقاض بعد الغارات الجوية في منطقة الموصل الجديدة قبل أسبوع. وصرح رئيس الدفاع المدني العميد محمد الجواري بأنه قد انتشلت 40 جثة، بينما قدر مسؤول عراقي إجمالي الضحايا بـ 137. وصرح التحالف بأنه سيحقق في هذه الادعاءات. وأفادت التقارير بمقتل 100 مدني آخرين في غارات جوية قريبة.

### 24-25 مارس
أفادت التقارير أن القوات العراقية ستنشر تكتيكات جديدة، حيث تباطأت وتيرة التقدم في غرب الموصل. وقال العميد جون ريتشاردسون من الجيش الأمريكي إنهم قد يفتحون جبهة أخرى في المدينة القديمة، للضغط على المسلحين. وفي الوقت نفسه، صرح العميد يحيى رسول أن القوات العراقية تقدمت لاستعادة مناطق خارج المدينة القديمة، بما في ذلك اليابسات. وأفاد المدنيون الذين فروا من المناطق التي يسيطر عليها تنظيم الدولة الإسلامية، خلال الليل بين 23 و24 مارس، أن تنظيم الدولة الإسلامية أطلق النار عليهم أثناء محاولتهم الفرار من الموصل. وفي الوقت نفسه، صرح المرصد العراقي لحقوق الإنسان أن حوالي 500 مدني قُتلوا في غارات جوية للتحالف خلال الأيام القليلة الماضية. وذكر جودت أن القوات العراقية استولت على مركز قيادة لتنظيم الدولة الإسلامية في المدينة القديمة. وصرح متحدث باسم الشرطة الاتحادية في 25 مارس أن العمليات العسكرية قد توقفت بسبب ارتفاع عدد الضحايا المدنيين. وأكد التحالف أنه نفذ الغارات الجوية في الجديدة، قبل أسبوع، حيث إبلغ عن سقوط ضحايا من المدنيين.

### 26 مارس
واصلت القوات العراقية الاشتباك في المدينة على الرغم من التقارير التي تفيد بتوقف المعركة. ونفى الجيش العراقي أن تكون الغارات الجوية للتحالف قد قتلت المدنيين في الجديدة قبل أسبوع، مدعيًا أن داعش فخخت المنازل و عثر على 61 جثة. ونفى شهود عيان وسكان محليون وبعض المسؤولين الحكوميين هذه الادعاءات. وخلال النهار، اشتبكت القوات العراقية مع داعش حول مسجد النوري. وصرح المقدم علي جاسم من الفرقة المدرعة التاسعة أن القوات العراقية داهمت مصنع أسمنت بادوش ودخلته حيث انسحب إليه بعض مقاتلي داعش. وأعلن يار الله لاحقًا أن جهاز مكافحة الإرهاب قد استولى على منطقتي وادي العين ورجم الحديد. كما استولت الفرقة المدرعة التاسعة على مصنع أسمنت بادوش خلال النهار. كما ورد أن القوات العراقية استولت على حي العروبة والمنطقة الصناعية غرب المدينة. كما ورد أيضًا أنهم استولوا على سد بادوش.

### 27-28 مارس
صرحت القوات العراقية في 27 مارس أنها شنت هجمات جديدة في منطقة المدينة القديمة، حيث صرحت الشرطة الاتحادية أنها بدأت في التقدم في الجزء الجنوبي الغربي منها مع فرقة الرد السريع. وأضاف ضابط شرطة أن الهجمات كانت بداية عمليات لمحاصرة المنطقة. صرح جودت في اليوم التالي أن القوات العراقية حاولت اقتحام حيي الميدان وسوق الشعارين. في غضون ذلك، صرح تاونسند أن التحالف المناهض لداعش ربما كان له دور في الغارة الجوية التي قتلت المدنيين في الجديدة، مضيفًا أن المدنيين ربما تجمعو هناك من قبل داعش. وأفادت التقارير أن فرقة الرد السريع سيطرت على محطة قطار وملعب كرة قدم. في غضون ذلك، انتقد بعض قادة وحدات فرقة الرد السريع الشرطة الاتحادية، حيث صرح أحد الضباط أن بعضهم نشروهم للاحتفاظ بالمناطق التي استولوا عليها حديثًا في غارات ليلية استمروا في الانسحاب والتنازل عنها لداعش.

### 31–29 مارس
في 29 مارس، صرح جودت أن القوات العراقية كانت تحاصر المنطقة المحيطة بمسجد النوري واستولت على منطقة قضيب البان بالإضافة إلى ملعب الملعب الرياضي. كما صرح أيضًا أن الشرطة الاتحادية قتلت وزير الصحة في داعش، سعد الله أبو شعيب وحارسيه بالقرب من المستشفى الجمهوري. أعلن المكتب الإعلامي للجيش العراقي أن القوات الجوية العراقية دمرت مقرًا أمنيًا وورشة عمل لصنع السيارات المفخخة والأفخاخ المتفجرة في تلعفر. وفي الوقت نفسه، صرح الجنرال في الجيش الأمريكي جوزيف فوتيل أن 284 من أفراد قوات الأمن العراقية قتلوا في معركة غرب الموصل بينما أصيب أكثر من 1600 بالإضافة إلى 490 قتيلًا وأكثر من 3000 جريح خلال معركة شرق الموصل. في اليوم التالي، أفادت التقارير أن القوات العراقية استولت على قرية ومحطة قطارها إلى الغرب من بادوش. في غضون ذلك، صرّح متحدث باسم التحالف الدولي ضد داعش بأن تقديرات وجود أقل من ألف مقاتل متبقٍّ في غرب الموصل. صرّح قائد شرطة الموصل في 31 مارس/آذار بأن داعش أطلق صواريخ على شرق الموصل. ووقعت اشتباكات في المدينة القديمة خلال النهار، لكن القوات العراقية لم تُحاول شنّ هجوم جديد.

## أبريل: تقدم بطيء للقوات العراقية من كتلة إلى كتلة

### 4-5 أبريل
استؤنفت الغارات الجوية في 4 أبريل/نيسان بعد تحسن الأحوال الجوية. وصرح الجيش العراقي أن سلاح الجو العراقي قتل عشرات المسلحين في غارات جوية. في غضون ذلك، أعلنت الاستخبارات العسكرية العراقية مقتل 4 من قادة داعش في غارات جوية على ناحية التنك شنها التحالف الدولي ضد داعش. وأضافت أن القادة المسؤولين عن الأفخاخ المتفجرة والانتحاريين العرب وتجنيد الأطفال كانوا من بين القتلى في الغارات الجوية. وذكرت بعض المصادر الاستخباراتية أن قنابل الغاز التي أطلقها داعش في ناحية رجم الحديد أسفرت عن مقتل 6 مدنيين وإصابة 29 آخرين. أعلنت قيادة العمليات المشتركة العراقية في 5 أبريل أن قوات جهاز مكافحة الإرهاب سيطرت على حي المغرب، غرب مركز المدينة القديمة في الموصل. كما تقدمت في منطقتي آبار والمطاحن. وواصلت الشرطة الاتحادية وفرقة الرد السريع اشتباكاتها مع داعش على الجبهات الجنوبية والغربية على أطراف مركز المدينة القديمة.

### 6 أبريل
في 6 أبريل، أعلنت قيادة العمليات السيطرة على حي اليرموك، مما أسفر عن مقتل 42 مسلحًا في العملية. وأضافت أيضًا أن التحالف المناهض لداعش شن غارات جوية على مقر داعش للانتحاريين، مما أدى إلى تدميره ومقتل العشرات من المسلحين بمن فيهم بعض القادة غير العراقيين. وفي الوقت نفسه، أسقط داعش مروحية عراقية تقدم الدعم للشرطة الاتحادية في المدينة القديمة، مما أسفر عن مقتل طياريها. وكانت هذه أول طائرة يسقطها داعش خلال المعركة. وذكرت قوات العمليات المشتركة أنها تحطمت في الأجزاء الشرقية من الموصل. وفي الوقت نفسه، نقلت وكالة الأنباء العراقية عن اللواء نجم الجبوري قوله إن القوات العراقية سيطرت على أكثر من 90٪ من "المحور الغربي".

### 7 أبريل
ذكرت مصادر أمنية عراقية في 7 أبريل/نيسان أنهم سيطروا على ثلاث قرى أخرى غرب الموصل. وصرح ضابط الجيش العراقي جبار حسن أن الفرقة المدرعة التاسعة سيطرت على قرية غزلوة بعد اقتحامها صباحًا. وصرح يار الله أنهم سيطروا أيضًا على قريتي الريحانية القديمة والريحانية الجديدة. وفي الوقت نفسه، ذكر مكتب الأمم المتحدة لتنسيق الشؤون الإنسانية أن أكثر من 264 ألف شخص نزحوا من غرب الموصل منذ بدء العمليات العسكرية العراقية للسيطرة عليها.

### 8-10 أبريل
صرح سكان الموصل أن تنظيم داعش قتل العشرات من السكان في الأسابيع القليلة الماضية. صرح مسؤول بالجيش في 9 أبريل أن محافظ نينوى، نوفل حمادي السلطان، نجا من محاولة اغتيال لموكبه في شرق الموصل، ولم ترد أنباء عن وقوع إصابات في الهجوم. كذلك إبلغ عن هجوم مشتبه به بغاز الكلور من قبل تنظيم داعش في منطقة الحدباء شرق الموصل في 10 أبريل، حيث ذكرت مصادر أمنية عراقية أن 4 مدنيين قتلوا وأصيب 6. وفي الوقت نفسه، أعلنت قيادة العمليات عن سيطرة منطقة المطاحن في 9 أبريل. وفي اليوم التالي، أعلنت أيضًا أن جهاز مكافحة الإرهاب قد استولى تمامًا على منطقة اليرموك إلى جانب سكك.

### 13 أبريل
أعلنت قيادة العمليات المشتركة في 13 أبريل/نيسان أن جهاز مكافحة الإرهاب قد سيطر بالكامل على ناحية آبار. كما أفاد مصدر أمني أن القوات العراقية واصلت اشتباكاتها مع داعش في ناحيتي المطاحن والعروبة المجاورتين، بينما سيطرت أيضًا على معظم ناحية التنك. كما أصدر الجيش العراقي تعليمات جديدة للمدنيين في المناطق المتبقية تحت سيطرة داعش بالفرار لتجنب الوقوع في مرمى النيران المتبادلة والانتشار في مبانٍ أخرى. وقد تباطأ تقدم القوات العراقية في المدينة القديمة نتيجةً لتقليص استخدامها للمتفجرات واعتمادها بشكل أكبر على نيران القناصة. أعلن جودت في هذه الأثناء أن الشرطة الاتحادية دمرت مقر القيادة والسيطرة لتنظيم داعش في المدينة القديمة. وأضاف أن وحدة من الجيش العراقي قتلت 13 مسلحًا ودمرت 7 سيارات مفخخة خلال غارة في المنطقة. أعلنت القوات العراقية خلال النهار أن عبد الله البدراني (المعروف أيضًا باسم أبو أيوب العطار)، أحد كبار القادة الدينيين للجماعة، قُتل في غارة جوية شنتها قوات التحالف ضد داعش. وأضاف جودت أن اثنين آخرين من قادة الجماعة، بما في ذلك عبد القادر محمود الحمدوني، قُتلا في منطقة أخرى. وخلال النهار، أعلن يار الله أن القوات العراقية استولت على ثلاث قرى أخرى في ضواحي غرب الموصل. كما أعلن الجيش العراقي عن الاستيلاء على المدخل الغربي للمدينة.

### 14-15 أبريل
وزعم مصدر عسكري عراقي أن جول مراد حليموف قُتل في غارة جوية غرب الموصل قبل أسبوع. وذكر جودت أن الشرطة الاتحادية قتلت محمود علي محمود، وهو زعيم مسلح، وسيطرت أيضًا على شبكة من الأنفاق أسفل المدينة القديمة. وفي الوقت نفسه، ذكرت وزارة الدفاع العراقية أن القوات العراقية سيطرت على مصنع للفخاخ وتصنيع السيارات المفخخة بعد الاستيلاء على الملوثة، الواقعة في الجانب الأيمن من الموصل. وفي الوقت نفسه، صرح ضابط عسكري عراقي أن داعش شن هجومًا بالغاز على شكل صاروخ مملوء بالكلور على القوات العراقية في منطقة الآبار، مما أدى إلى إصابة سبعة جنود.

### 16 أبريل
صرح جودت في 16 أبريل أن القوات العراقية تقدمت 200 متر داخل المدينة القديمة واتخذت مواقع جديدة بالقرب من مسجد النوري بعد تقدم الشرطة الاتحادية وفرقة الرد السريع من منطقة قضيب البان خلال الصباح الباكر. صرح المتحدث باسم قيادة العمليات المشتركة، اللواء يحيى رسول، أن القوات العراقية حاصرت منطقة المدينة القديمة بالكامل، بينما صرح المتحدث باسم جهاز مكافحة الإرهاب، صباح النعمان، أن 2900 عضو من داعش قُتلوا في الأيام القليلة الماضية في غرب الموصل. أعلن المقدم عبد السلام الجبوري في اليوم التالي أن أبو قحافة، زعيم "مكتب الخدمات" في الجماعة، قُتل على يد قوات الرد السريع في اليوم السابق. وفي الوقت نفسه، أفيد أيضًا أن جميع الجسور داخل وخارج غرب الموصل أصبحت غير سالكة بسبب الفيضانات، مما أدى إلى تعليق إمدادات المساعدات وقطع طرق الهروب للمدنيين الفارين. اتهمت الشرطة الاتحادية تنظيم داعش بقصف القوات العراقية بالمواد الكيميائية في منطقتي العروبة وباب جديد، مما أدى إلى إصابات طفيفة.

### 17 أبريل
صرح مسؤول إعلامي بالشرطة الاتحادية في 17 أبريل أنهم يخوضون اشتباكات عنيفة من منزل إلى منزل مع داعش في المدينة القديمة وقد تقدموا في المنطقة، بينما صرح متحدث باسم الشرطة أن القوات كانت تقترب من مسجد النوري. صرح النقيب جبار حسن أن اشتباكات عنيفة اندلعت في منطقتي التنك والثورة، حيث قُتل جنديان عراقيان وأحرزت القوات العراقية تقدمًا سريعًا في التنك. أعلن المقدم عبد السلام الجبوري أن عزيز إبراهيم فارس العنزي، رئيس الأمن في داعش، قُتل في غارة جوية بالقرب من المستشفى الجمهوري في منطقة الصحة. وأضاف أيضًا أن قياديًا آخر يُدعى علي إبراهيم محمد قُتل في اشتباكات مع جهاز مكافحة الإرهاب في منطقة التنك. وفي الوقت نفسه، ذكرت الأمم المتحدة أن أكثر من 493 ألف شخص نزحوا منذ بداية المعركة، مع تقديرات تشير إلى أن حوالي 500 ألف شخص ما زالوا في المناطق التي يسيطر عليها تنظيم الدولة الإسلامية في المدينة.

### 18 أبريل
صرح مسؤول كبير في 18 أبريل أن أكثر من 60 مسلحًا من داعش بمن فيهم قائد قُتلوا في اشتباكات مع القوات العراقية التي تقدمت في منطقة الفاروق بالقرب من مسجد النوري. كما دمروا خمس مركبات مدرعة وثماني دراجات نارية مزودة بقنابل وست بطاريات مضادة للطائرات. صرح جودت أنهم استولوا على مبنى يستخدمه التنظيم كمكتب صحي وأقاموا حواجز حول منطقة الفاروق. ادعت مصادر حكومية عراقية أن التنظيم يسيطر على ست مناطق فقط على الرغم من عدم التحقق من ذلك بشكل مستقل. ذكرت شبكة سي بي إس نيوز أن وحدة عراقية تضم مستشارين أمريكيين وأستراليين أصيبت بصاروخ يحتوي على عامل الخردل، مما أدى إلى إصابة 25 عراقيًا على الرغم من أن المستشارين لم يصابوا بأذى. صرح النقيب خضر الأسدي أن 16 مدنياً قُتلوا في منطقة الثورة على يد انتحاري حاول في الأصل استهداف قوات جهاز مكافحة الإرهاب المتمركزة هناك لكنه انفجر في منطقة سكنية بعد أن فشل في الوصول إليهم. قام الجيش العراقي ببناء جسر عائم جديد فوق نهر دجلة، مما فتح طريق هروب للمدنيين الفارين.

### 20 أبريل
أعلن متحدث باسم جهاز مكافحة الإرهاب أن القوات العراقية سيطرت على حي الثورة، بينما ذكرت قيادة العمليات المشتركة أنها سيطرت أيضًا على حي النصر. وذكر جودت أن القوات العراقية قتلت أحد كبار عناصر داعش المسؤول عن الأسلحة الكيميائية في الموصل، في ضربة صاروخية موجهة في حي الزنجيلي. أصدرت مديرية الاستخبارات العسكرية العراقية بيانًا أعلنت فيه أن غارة جوية للتحالف قتلت رئيس استخبارات الجماعة، أحمد خالد نجم، المعروف باسم أبو عبيدة، في حي الطيران. كما ذكر أن أبو عبد الرحمن، المساعد الأول للبغدادي، قُتل في قصف شنته القوات العراقية. ومن القادة الآخرين الذين قُتلوا على يد القوات العراقية أبو الوليد التونسي الذي قُتل بالقرب من جامع الأسود في المدينة القديمة مع أربعة من حراسه الشخصيين، وقائد روسي يُعرف باسم أبو ماريا، وقائد عسكري يُدعى أبو البراء الداغستاني، مع مساعده أبو عبد الرحمن الزمري، بالقرب من الجسر الخامس، بالإضافة إلى أحد أقارب البغدادي.

### 25–22 أبريل
أعلنت بيانات عسكرية أن جهاز مكافحة الإرهاب قد سيطر على حيي الثورة والصحة. وصرح قائد جهاز مكافحة الإرهاب، معن سعدي، بأن القوات كانت مرتبطة بالشرطة الاتحادية، وتتقدم نحو المدينة القديمة من اتجاه مختلف لإكمال تطويقها. كما ذكرت القوات العراقية أن نصف حي التنك لا يزال تحت سيطرة داعش. وأعلن يار الله من قيادة العمليات المشتركة في 25 أبريل أن جهاز مكافحة الإرهاب قد سيطر بالكامل على حي التنك على الحافة الغربية للموصل. في غضون ذلك، دفعت القوات داخل المدينة القديمة بتعزيزات إلى المنطقة.

### 30–27 أبريل
صرح المتحدث باسم جهاز مكافحة الإرهاب صباح النعمان أن قوات الأمن قتلت أكثر من 500 مسلح وتحتاج إلى السيطرة على أربعة أحياء أخرى قبل الاستيلاء الكامل على المدينة. صرح البنتاغون في 29 أبريل أن أحد أفراد الخدمة الأمريكية قُتل بعبوة ناسفة خارج الموصل. تعرفوا على الأمريكي المقتول لاحقًا على أنه الملازم أول ويستون لي البالغ من العمر 25 عامًا من بلوفتون، جورجيا. صرح ناشط حقوقي عراقي أن 15 مدنيًا عراقيًا على الأقل قُتلوا عندما ضربت طائرة حربية منزلًا في غرب الموصل. في غضون ذلك، ذكرت مصادر عسكرية أن الشرطة الاتحادية استعادت في 29 أبريل مواقع فقدتها بعد هجمات على موقعين على حافة المدينة القديمة أسفرت عن مقتل قائد لواء من الشرطة الاتحادية و18 عضوًا آخرين من قوة وزارة الداخلية في اليوم السابق. ادعى رئيس أركان الجيش العراقي، الفريق عثمان الغانمي، أن الموصل سيسيطروا عليها بالكامل في غضون ثلاثة أسابيع.

## مايو: تقدم بطيء حول مركز المدينة القديمة وهجوم من الشمال الغربي

### 3-4 مايو
خاضت القوات العراقية معركة لاستعادة منطقة المدينة القديمة في 3 مايو، مشددة سيطرتها حول جامع النوري. فتحت الفرقة المدرعة التاسعة وفرقة الرد السريع بدعم من فرقة الرد السريع التابعة لوزارة الداخلية العراقية جبهة جديدة ضد المناطق التي يسيطر عليها داعش في 4 مايو، وهاجمتها من الشمال من أجل تسريع العملية العسكرية التي تباطأت إلى حد كبير والسماح للوحدات الأخرى بتسريع الاستيلاء على المناطق المتبقية. وذكرت الشرطة الاتحادية أنها تقدمت 1400 متر وكانت تدفع في منطقة الحليلة باتجاه منطقة الحرمات الشمالية الغربية. وأفادت التقارير أن القوات استولت على قرية ومصنع غاز في الهجوم. وفي الوقت نفسه، ذكرت الأمم المتحدة أن أكثر من 419000 شخص فروا من غرب الموصل منذ بدء الهجوم عليها. صرحت قيادة العمليات المشتركة لاحقًا أن القوات العراقية سيطرت على معظم ناحية المشيرفة بما في ذلك منشأة لتنقية المياه، واتخذت مواقع جديدة بالقرب من المباني السكنية في هرمات بينما قطعت قوات أخرى خطوط الإمداد بين ناحية الكنسية التي يسيطر عليها داعش ونجار بالإضافة إلى ناحية 17 تموز. ووفقًا لمصدر أمني تابع لداعش، قُتل 81 مدنيًا، بينهم 29 امرأة و18 طفلاً، وجُرح 86 آخرون خلال هجوم صاروخي على مدرسة الفيلة في ناحية 17 تموز (17 تموز) غرب الموصل، بينما نفت القوات العراقية استهداف المدنيين، قائلة إن المبنى كان يستخدمه داعش كمصنع للقنابل. ولكن في وقت لاحق اعترف مصدر في الشرطة الاتحادية العراقية بمقتل ما لا يقل عن 80 مدنيًا في غارة جوية في المنطقة. وفي الوقت نفسه، صرح النقيب علي البهادلي من وحدة مكافحة الإرهاب أن حبيب عبد الجبار، الذي كان مسؤولاً عن إدارة الحرب في داعش، قد قُتل.

### 5 مايو
سيطرت القوات العراقية على ثلاث قرى بعد هجومها من الشمال. وأعلن بيان للجيش أن القوات العراقية سيطرت على حي المشيرفة الثاني، بالإضافة إلى منطقة الكنيسة ودير ميخائيل. وأضاف العميد وليد خليفة، نائب قائد اللواء التاسع، أن القوات العراقية قتلت نحو ثلاثين مسلحًا، بالإضافة إلى تدمير خمس سيارات مفخخة قبل استخدامها.

### 6 مايو
صرح مسؤول الأمن العراقي صفاء البهادلي أن تسعة مسؤولين أمنيين قتلوا وأصيب ثلاثة آخرون عندما هاجم تنظيم داعش باستخدام أربع مركبات محملة بالقنابل في غرب الموصل، مما أسفر أيضًا عن تدمير سيارتين عسكريتين. أعلن الجيش العراقي خلال اليوم أنه سيطر بالكامل على منطقة المشيرفة على الرغم من أن بعض الضباط صرحوا بأن القتال لا يزال مستمراً.

### 7 مايو
واجهت القوات العراقية مقاومة شديدة من تنظيم داعش في 7 مايو/أيار أثناء محاولتها التوغل في الأحياء القليلة المتبقية التي يسيطر عليها التنظيم. في غضون ذلك، أفاد ضباط عراقيون بوصول تعزيزات من فرقة الرد السريع إلى شمال غرب الموصل للمساعدة في تطهير المناطق على ضفاف نهر دجلة. وصرح جودت بمقتل خالد بن الوليد، وهو قائد ليبي بارز في داعش، وخمسة من حراسه عندما قصفت قوات الأمن مقر شرطة داعش. كما قُتل 40 عنصرًا آخر من داعش في قصف للشرطة على حي الزنجيلي.

### 8 مايو
قالت وزارة الداخلية العراقية إن 3320 مسلحًا قُتلوا و استعادت 525 قرية ومنطقة منذ بدء العمليات الأمنية في 19 فبراير لاستعادة غرب الموصل من مسلحي تنظيم الدولة الإسلامية. وذكرت الاستخبارات العسكرية العراقية أن جاسم البصري (المعروف أيضًا باسم أبو محمد)، زعيم داعش في قضاءي المشيرفة والهرمات، قُتل في غارة جوية للتحالف ضد داعش. وأعلنت قيادة العمليات المشتركة أن الفرقة المدرعة التاسعة وفرقة الرد السريع استولتا على قضاء الهرمات. وصرح قائد الفرقة التاسعة أنهم استولوا أيضًا على المباني السكنية في القضاء، مما أسفر عن مقتل 17 مسلحًا. وفي الوقت نفسه، تقدمت القوات العراقية نحو قضاء 30 تموز، مع تقدم الشرطة الاتحادية إلى حي الاقتصادي المجاور وفتح جبهة جديدة في جنوب 30 تموز. وفي الوقت نفسه، تقدم جهاز مكافحة الإرهاب في وادي عكاب، واستولى على معظم المنطقة.

### 9 مايو
قالت قيادة العمليات المشتركة العراقية إن جهاز مكافحة الإرهاب قد استولى على المنطقة الصناعية الشمالية بينما استولوا على حي صغير من 30 تموز أيضًا. وأضاف يار الله في بيان منفصل أن جهاز مكافحة الإرهاب قد استولى على الجزء الشمالي من منطقة وادي عكاب الصناعية. ووفقًا لضابط شرطة محلي، هاجم مسلحو داعش مواقع للشرطة العراقية، مما أسفر عن مقتل ضابط شرطة وإصابة أربعة آخرين. كما قُتل ثمانية مسلحين آخرين في الاشتباكات. كما قُتل ثلاثة من أعضاء الحشد الشعبي وأصيب ستة عندما هاجم داعش موقعهم في غرب الموصل. وقال متحدث باسم فرقة الاستجابة للطوارئ إن 250 مسلحًا قُتلوا في منطقة الحرمات في الأيام الخمسة السابقة.

### 10 مايو
أعلن اللواء معن السعدي في 10 مايو أن جهاز مكافحة الإرهاب قد استولى على حي المعامل في وسط الساحل الأيمن للموصل. وفي الوقت نفسه، أعلن الفريق عبد الغني الأسدي أن القائد العسكري لداعش في حي الإصلاح الزراعي، أبو أيوب الشامي وثلاثة من رفاقه قد قُتلوا خلال الاشتباكات. بعد الاستيلاء على المعامل، اقتحمت القوات العراقية حي الإصلاح الزراعي. كما ورد أنهم يسيطرون على نصف حي الكنيسة. وقال قائد عملية تحرير نينوى، الفريق عبد الأمير يار الله، إن جنود الفرقة المدرعة التاسعة بالجيش قتلوا 1321 مسلحًا من داعش، بمن فيهم كبار القادة، منذ فبراير. علاوة على ذلك، دُمِّرت 139 عربة مفخخة، وأُسقِطت 11 طائرة مُسيَّرة، ودُمِّر 61 وكرًا للمسلحين، و10 ورش لتصنيع القنابل، و5 مراكز قيادة. وفي سياق منفصل، اعتقلت الشرطة 20 عنصرًا من داعش في أحياء الكرامة، والخضرة، وكوكجلي.

### 11 مايو
واصلت القوات العراقية تقدمها لمحاصرة مركز المدينة القديمة. وصرح جودت أن فرقة الرد السريع مدعومة بالمركبات المدرعة تقدمت في حي الاقتصاديين، مما أسفر عن مقتل العديد من المسلحين وتدمير 17 من مركباتهم، بما في ذلك 5 مفخخات. وصرح القائد عبد الغني الأسدي أن جهاز مكافحة الإرهاب قد استولى على جزء كبير من حي الإصلاح الزراعي، لكنه امتنع عن الاستيلاء عليه بالكامل لتجنب وقوع إصابات بين المدنيين. في غضون ذلك، ادعى الفريق عثمان الغانمي أن بقية الموصل ستُحكم قبضتها بحلول شهر رمضان المبارك الذي سيبدأ في 26 مايو.

### 12 مايو
أعلنت قيادة العمليات في 12 مايو أن جهاز مكافحة الإرهاب قد استولى على الجزء الأول من الإسلام الزراعي وبدأ هجومًا على الجزء الثاني. وفي بيان منفصل، ذكرت أن فرقة الرد السريع المدعومة من الجيش العراقي قد طهرت منطقة الحرمات أثناء تقدمها في منطقتي الاقتصاديين و17 تموز. وفي الوقت نفسه، صرح جودت أن الشرطة الاتحادية قتلت اثنين من القادة الرئيسيين لتنظيم داعش، أبو علي البصراوي وأبو يوسف المصري مع مساعده رضوان الموصلاوي. وذكرت قيادة العمليات بشكل منفصل أن الفرقة التاسعة والفرقة 15 مشاة وفرقة الرد السريع استولت على منطقة الحرمات الثانية خلال النهار. وأعلنت قيادة العمليات لاحقًا أن القوات العراقية قد استولت على منطقة الإصلاح الزراعي. وأعلنت وحدة الحشد الشعبي بشكل منفصل أنها سيطرت على 21 قرية حول القيروان، مما أسفر عن مقتل 77 مسلحًا وتدمير 15 سيارة مفخخة.

### 14 مايو
أعلنت قيادة العمليات المشتركة في 13 مايو أن فرقة المشاة السادسة عشر في الجيش العراقي سيطرت بالكامل على ناحية حاوي الكنيسة. وصرح العميد يحيى رسول في 14 مايو أن داعش لم يسيطر على أكثر من 9 في المائة من غرب الموصل. وذكرت قيادة العمليات المشتركة أن جهاز مكافحة الإرهاب اقتحم حيي العريبي والرفاعي في الساعات الأولى من الصباح، بينما هاجمت الفرقة المدرعة التاسعة مع فرقة الاستجابة للطوارئ حي 17 تموز. وتمكنت الفرقة التاسعة من تدمير الخطوط الدفاعية لداعش في الجزء الشمالي من حي 17 تموز. وقال عدي الخضران، قائم مقام الخالص، إنه تلقى تأكيدًا بمقتل قائد كبير في داعش لم يُذكر اسمه في غارة جوية مع أربعة من مساعديه في غرب الموصل.

### 15 مايو
وأعلنت قيادة العمليات المشتركة أن جهاز مكافحة الإرهاب سيطر على ناحية العريبي، بينما اشتبكت القوات العراقية مع مسلحين في مناطق الرفاعي و17 تموز والاقتصاديين، والتي كانت جميعها تحت سيطرتها جزئيًا. وفي الوقت نفسه، نُقل عن قائد الشرطة الاتحادية شاكر جودت قوله إن قواته قتلت 173 مسلحًا بينهم قائد خلال الاشتباكات الأخيرة، بالإضافة إلى تدمير 40 سيارة مفخخة.

### 16 مايو
صرح العميد يحيى رسول قائد العمليات المشتركة خلال مؤتمر صحفي أن القوات الحكومية تسيطر على 89.5 في المائة من غرب الموصل وقتلت 16467 من عناصر داعش منذ بدء العملية. ووفقًا له، فقد دمرت 679 مركبة مفخخة و11 مقرًا لداعش و47 طائرة بدون طيار و76 ورشة لتصنيع المفخخات، بينما فككت 6661 قنبلة و217 حزامًا ناسفًا. كما ذكر أن داعش سيطر على حوالي 12 كيلومترًا مربعًا فقط من مساحة الموصل بينما ألقت الطائرات العراقية منشورات تخبر المدنيين بأن المعركة قد انتهت تقريبًا، وتطلب منهم أيضًا التوقف عن استخدام جميع المركبات لتجنب التعرف عليهم بشكل خاطئ على أنهم مقاتلون من داعش. وصرح العقيد جون دوريان من القوات الجوية الأمريكية بشكل منفصل أن الجماعة كانت على وشك الهزيمة الكاملة. وفي الوقت نفسه، قال جهاز مكافحة الإرهاب إن القوات قتلت مسؤول الإعلام في داعش جلال أيوب شهاب، وهو مواطن سوري، في منطقة الاقتصاديين. كما اعتقلت القوات الأمنية خلية تابعة لتنظيم داعش مكونة من 25 عنصراً في منطقتي السكر والصديق شمال الموصل. وزعم مصدر أمني أن سبعة عناصر من تنظيم داعش بينهم قائد مسؤول عن هجمات السيارات المفخخة قتلوا عندما قصفت طائرات مجهولة منزلاً في منطقة الاقتصاديين.

### 17 مايو
أعلنت قيادة العمليات المشتركة أن جهاز مكافحة الإرهاب قد سيطر بالكامل على ناحية الرفاعي. كما تقدموا في ناحية الاقتصاديين و17 تموز، وكانت أجزاء كبيرة من كلا المنطقتين تحت سيطرتهم. وقال ضابط الشرطة الاتحادية الفريق عدي سامي إن الاشتباكات العنيفة بين القوات العراقية ومسلحي داعش في مناطق باب الطوب والمكاوي وباب الجديد أسفرت عن مقتل 20 مسلحًا وإصابة آخرين. وفي الوقت نفسه، قُتل أكثر من 25 مسلحًا في غرب الموصل، وفقًا لقوات الرد السريع. وذكر مكتب الأمم المتحدة لتنسيق الشؤون الإنسانية (أوتشا) أن حوالي 275000 مدني ما زالوا في المناطق التي لا تزال تحت سيطرة داعش. وفي الوقت نفسه، صرح ضابط في الشرطة الاتحادية أن 3 جنود قتلوا على يد انتحاري في الرفاعي خلال النهار، بينما قُتل أربعة ضباط شرطة وثلاثة جنود من جهاز مكافحة الإرهاب في العريبي في هجومين بسيارتين مفخختين. صرح الضابط العراقي سعدون فهد أن الغارات الجوية التي شنتها قوات التحالف استهدفت مجموعة من المسلحين كانوا يستعدون لشن هجوم على القوات العراقية، مما أدى إلى مقتل 25 مدنياً.

### 18 مايو
أعلنت قيادة العمليات المشتركة في 18 مايو أن الشرطة الاتحادية بدعم من فرقة الرد السريع قد سيطرت على حي الاقتصاديين. وقال قائد الشرطة الاتحادية شاكر جودت إن قواته تسيطر على أكثر من 291 كيلومترًا مربعًا من غرب الموصل وأن أعضاء داعش أشعلوا النار في شبكات الصرف الصحي جنوب حي 17 تموز بالبترول لمنع الطائرات بدون طيار من تعقب أعضائها. وصرح قائد الحشد الشعبي أن قواته سيطرت على قاعدة واشنطن الجوية العسكرية غرب الموصل، بينما قُتل عشرة مسلحين في قرية عين فتحي. وفي الوقت نفسه، تمكن جهاز مكافحة الإرهاب من اقتحام حي النجار، واستعادة نصفه.

### 19 مايو
صرح العميد محمد الجبوري من قوات الرد السريع في 19 مايو أن القوات صدت هجومًا شنه مسلحون استخدموا 20 مركبة مفخخة. قُتل 12 مسلحًا في أحياء تموز ومشيرفة ونجار والرفاعي عندما صدت القوات الهجوم. وقالت قيادة العمليات المشتركة العراقية إن جهاز مكافحة الإرهاب استعاد منطقة روشان في شمال غرب الموصل. أطلق مسلحو داعش من غرب الموصل خمسة قذائف هاون على منطقة الغابات شرق الموصل، مما أسفر عن إصابة اثنين من أفراد الشرطة، وفقًا لمصدر أمني. وقالت خلية الإعلام الحربي إن الفرقة المدرعة التاسعة استعادت الجزء الشمالي من منطقة 17 تموز وقُتل العشرات من مقاتلي داعش في غارات جوية في غرب الموصل. وفي الوقت نفسه، قال مسؤول عراقي إن أكثر من 526000 نزحوا منذ بدء العملية للسيطرة على غرب الموصل.

### 20 مايو
أعلنت قيادة العمليات المشتركة في 20 مايو أن الشرطة الاتحادية وفرقة الرد السريع قد سيطرت على منطقة 17 تموز (17 يوليو) بينما سيطرت قوات مكافحة الإرهاب على منطقة الربيع. وقالت الشرطة الاتحادية العراقية إنها استعادت 80 هدفًا، مما أسفر عن مقتل 172 قناصًا من داعش وتدمير 373 مركبة مفخخة منذ بدء العملية العسكرية في غرب الموصل. كما قُتل 66 مسلحًا آخرين، ودُمرت 13 مركبة وتسع دراجات نارية في منطقتي الاقتصاديين و17 تموز. وأعلن المتحدث باسم القوات الخاصة العراقية صباح النعمان أن قواته سيطرت على جميع المناطق المخصصة لها وبالتالي أكملت مهمتها، معلنًا أن ثمانية كيلومترات مربعة فقط من الموصل لا تزال تحت سيطرة المسلحين. وأضاف أنهم سينفذون أي عمليات أخرى إذا صدرت أوامر بذلك.

### 21 مايو
في 21 مايو، قُتل عشرون مسلحًا، بمن فيهم قادة كبار من جنسيات عربية وغربية، أثناء محاولتهم الوصول إلى جسر قديم في الموصل. وقال الفريق الركن عبد الوهاب السعدي، قائد جهاز مكافحة الإرهاب، إن قواته استولت على 47 من أصل 74 منطقة سكنية من تنظيم داعش في غرب الموصل، مما أسفر عن مقتل مئات المسلحين. وقال مسؤول أمني محلي إن 17 جنديًا عراقيًا على الأقل قُتلوا وأصيب آخرون في أربع هجمات انتحارية نفذها تنظيم داعش في شمال غرب الموصل.

### 22 مايو
أعلن الجيش العراقي في 22 مايو أن جهاز مكافحة الإرهاب قد استولى على حي النجار. وفي الوقت نفسه، قصفت قوات الشرطة الاتحادية العراقية أهدافًا لتنظيم داعش في مدينة الموصل القديمة، استعدادًا لاقتحام المنطقة. واختطف مسلحون مجهولون رئيس حي النمرود خزعل ذياب الدليمي في شرق الموصل، مع اثنين آخرين، وفقًا لمصدر أمني. قُتل مدنيان بقذيفة هاون أطلقها تنظيم داعش وانفجار قنبلة في حي الكنيسة، وفقًا لمصدر أمني وسكان محليين. وفي الوقت نفسه، قُتل سبعة مسلحين من تنظيم داعش عندما قصفت طائرة بدون طيار تابعة للتحالف الذي تقوده الولايات المتحدة منزلًا في حي الزنجيلي.

### 23-24 مايو
في 23 مايو، قام المهندسون العسكريون بتركيب جسر جديد عبر نهر دجلة للسماح بنشر التعزيزات قبل ما وصف بأنه "هجوم نهائي" على المناطق المتبقية التي يسيطر عليها المسلحون. أعلنت الشرطة الاتحادية أنها قتلت أبو الحسن العراقي، المسؤول عن الهندسة العسكرية، ومحمد مجبل أبو عثمان، القائد العسكري لغرب الموصل خلال عملية. في غضون ذلك، أفاد سكان محليون بمقتل ثمانية عشر مدنياً وتسعة أعضاء من داعش في غارة جوية استهدفت منزلاً في منطقة حضرة السادة في المدينة القديمة. صرحت الشرطة الاتحادية في اليوم التالي أنها سيطرت على مبنى يستخدمه داعش يسمى "المحكمة التشريعية لدولة الجند" في منطقة 17 تموز، مما أسفر عن مقتل ستة من أعضاء داعش، وتدمير مركبة وثلاث دراجات نارية. قال النقيب أحمد العبيدي من الشرطة الاتحادية إن العشرات من المسلحين قتلوا، بمن فيهم ثلاثة انتحاريين، عقب التوغل في حي الزنجيلي. وذكرت قيادة العمليات المشتركة أن القوات الأمنية تسيطر على نحو 97 بالمئة من غرب الموصل.

### 26-27 مايو
ألقت القوات الجوية العراقية منشورات في 26 مايو تطلب من المدنيين في المدينة القديمة الإخلاء. أعلنت قيادة العمليات المشتركة في 27 مايو أن القوات العراقية بدأت هجومها على المناطق المتبقية التي يسيطر عليها داعش، حيث هاجم الجيش العراقي حي الشفاء والمستشفى الجمهوري (مستشفى الجمهوري) الواقع بالقرب من الجسر الثالث (جسر الشهداء)، وهاجمت الشرطة الاتحادية حي الزنجيلي وهاجم جهاز مكافحة الإرهاب حي الصحة الأولى. ونقلت وكالة تسنيم للأنباء عن فيلق الحرس الثوري الإسلامي أن شعبان الناصري، وهو قائد كبير في الفيلق، قُتل خلال العمليات العسكرية للسيطرة على المناطق الواقعة غرب الموصل. وفي الوقت نفسه، أعلن بيان عسكري عراقي عن مقتل عقيدين عراقيين وأيضًا أنهم قتلوا 14 مقاتلاً من داعش خلال الاشتباكات في حي الزنجيلي.

### 28 مايو
في 28 مايو، أفادت التقارير بتباطؤ تقدم القوات العراقية داخل الموصل. وصرح ضباط عراقيون بأنهم استولوا على مستشفى ابن سينا، وهو جزء من المجمع الطبي في حي الشفاء. وذكرت قناة العربية أن القوات العراقية سيطرت على الجسر الثالث وفندق الموصل الدولي. وفي الوقت نفسه، صرح اللواء معن السعدي أن داعش بدأت في استخدام النساء للدفاع عن المناطق الخاضعة لسيطرتها. وقال ضابط من فرقة الرد السريع لوكالة الأناضول إن 13 جنديًا قتلوا في كمين بعد الاستيلاء على بلدة طب الموصل إلى الغرب من المدينة. وقال مصدر محلي إن عشرين مدنياً قتلوا، بينما أصيب أكثر من 25 آخرين في غارة جوية شنها التحالف المناهض لداعش في شارع الفاروق وحضرة السادة، شمال المدينة القديمة.

### 29-31 مايو
ادعى رئيس الوزراء العبادي في 29 مايو أن المعركة كانت في "مراحلها الأخيرة" وأن القوات العراقية سيطرت على 95 في المائة من الموصل. وقالت الشرطة الاتحادية العراقية إن قصفًا بطائرة بدون طيار أسفر عن مقتل 14 مسلحًا وتدمير تسع دراجات نارية في المدينة القديمة. وذكرت تقارير إعلامية أن المدينة ستكون تحت السيطرة العراقية بالكامل بحلول 30 مايو. استولت قوات الشرطة العراقية على منشأة تدريب كوماندوز يديرها داعش في حي الزنجيلي. وفي الوقت نفسه، صرح السعدي أن جهاز مكافحة الإرهاب قد استولى على معظم حي الصحة، ويسيطر على حوالي 70 في المائة منه. وفي الوقت نفسه، وردت أنباء عن مقتل 28 من أفراد الأمن العراقيين خلال يومي 29 و30 مايو. وذكر مكتب تنسيق الشؤون الإنسانية أن أكثر من 600000 شخص فروا من غرب الموصل منذ بدء العمليات لاستعادتها، تاركين حوالي 180000 مدني ما زالوا يعيشون في المناطق التي يسيطر عليها داعش. أفادت التقارير في 31 مايو/أيار من خلال روايات السكان القريبين أن المجموعة بدأت في إغلاق الشوارع المحيطة بمسجد النوري تحسبًا للمعركة مع القوات العراقية، حيث اتخذ العشرات من المقاتلين مواقع حوله.

## حزيران: معركة وسط الموصل

### 1 يونيو
أفادت مصادر عسكرية في الأول من يونيو بمقتل أكثر من 140 مدنيًا خلال الأيام الستة السابقة أثناء محاولتهم الفرار من غرب الموصل، حيث أفادت التقارير بمقتل 70 مدنيًا في غارة جوية في 30 مايو. ووفقًا للأمم المتحدة، فقد نزح أكثر من 750 ألف شخص منذ بداية المعركة. قتلت قوات الشرطة الاتحادية العراقية 12 مسلحًا في حي الزنجيلي. وذكر جودت أنهم حاصروا جميع مواقع داعش في حي الزنجيلي بعد الاستيلاء على أجهزة الاتصال الخاصة بهم وقصفوها بالصواريخ المحمولة على الكتف. كما أفادت التقارير بأن قوات الشرطة الاتحادية العراقية توغلت في حيي الزنجيلي والشفاء (تقدمت 600 متر)، وأنها تقترب من حي باب سنجار. وأفادت التقارير بمقتل سبعة مدنيين وإصابة 23 آخرين جراء قصف داعش أثناء فرارهم من حي الزنجيلي. وذكر السكان أنه بسبب التقدم الذي أحرزته القوات العراقية، بدأ تنظيم داعش في إخراج السجناء من منطقة المدينة الطبية في الجزء الشمالي من حي الشفاء، كما أمر العائلات في الزنجيلي بالانتقال إلى المدينة القديمة لمنع هروبهم. وفي الوقت نفسه، قال العقيد ريان ديلون، المتحدث باسم قوة المهام المشتركة - عملية العزم الصلب، إن مسلحي داعش سيطروا على أقل من عشرة كيلومترات مربعة من الموصل. وصرح مفوض الأمم المتحدة السامي لحقوق الإنسان الأمير زيد بن رعد بأن 163 مدنياً قُتلوا على يد المسلحين خلال اليوم.

### 2 يونيو
أعلن بيان عسكري في 2 يونيو أن جهاز مكافحة الإرهاب قد استولى على حي الصحة. كما تمكنت القوات العراقية من الاستيلاء على أجزاء من الزنجيلي والشفاء. وقال ضابط من الشرطة الاتحادية العراقية إنه قتل مسؤول الحسبة (الحراسة الذاتية) التابع لداعش الملقب بأبو عبد الرحمن في غرب الموصل. وأضاف أن 500 مسلح ما زالوا في المدينة القديمة. وقال المتحدث باسم جهاز مكافحة الإرهاب صباح النعمان إن 120 مسلحًا من داعش قتلوا في العملية لاستعادة حي الصحة من داعش. وقال الملازم درغام الحيدري من فرقة الرد السريع لوكالة الأناضول إن 120 مدنياً قتلوا في اليومين الماضيين على يد داعش، بعضهم في عمليات إعدام والبعض الآخر في هجمات بالقنابل.

### 3 يونيو
اتُهمت القوات العراقية باستخدام الفوسفور الأبيض بعد أن التقطت محطة تلفزيونية كردية في 3 يونيو انفجارًا مع عمود أبيض ساطع من الدخان، وهو نموذجي لهجمات الفوسفور الأبيض. أعلن المسؤولون العراقيون أنهم سيحققون في هذه الادعاءات. قال الملازم علي الكربلائي من قوات الرد السريع لوكالة الأناضول إن 32 جنديًا عراقيًا قُتلوا في اليوم السابق، بما في ذلك 12 على يد ثلاثة انتحاريين في الشفاء وثلاثة عشر في سلسلة من تفجيرات السيارات المفخخة في الزنجيلي. أفادت التقارير بمقتل ما لا يقل عن 230 مدنيًا خلال اليومين السابقين على يد مسلحين، بالإضافة إلى طائرات مقاتلة عراقية في غرب الموصل، وفقًا لمصدر محلي.

### 5 يونيو
قال جودت إن الشرطة الاتحادية بدأت بمهاجمة دفاعات مسلحي داعش جنوب المدينة القديمة، مما أسفر عن مقتل سبعة أعضاء قبل محاصرة باب الجديد. وصرح النقيب عبد الودود الأنباري أن فريق الرد السريع قتل 21 عضوًا من داعش، بينهم خمسة قناصة، في "عملية مفاجئة" في منطقة الشفاء. وقال قائد جهاز مكافحة الإرهاب إن أربعة كيلومترات مربعة فقط من المدينة بقيت تحت سيطرة داعش. كما ورد أن القوات العراقية تقدمت في الزنجيلي، واستولت على أكثر من نصفها.

### 7 يونيو
في 7 يونيو، قالت الشرطة الاتحادية إن العمليات في الزنجيلي أسفرت عن مقتل 34 مسلحًا، بمن فيهم زعيم داعش أبي براء التونسي، المسؤول عن ورش تصنيع المتفجرات في المدينة القديمة. صرح جودت أن القوات العراقية سيطرت على 75 في المائة من المنطقة. أعلنت مديرية مكافحة الإرهاب التابعة لمجلس أمن إقليم كردستان أن أحمد هاشم حامد، المعروف باسم أبو همام، الرجل الثاني في "ديوان الشريعة" لداعش، قُتل خلال الأيام القليلة الماضية في غرب الموصل. أخبر النقيب سبهان والي وكالة الأناضول أن 11 فردًا من أفراد الأمن العراقيين على الأقل قُتلوا بواسطة فخاخ داعش في الزنجيلي.

### 8-9 يونيو
وأفادت الأمم المتحدة أن أكثر من 231 مدنياً قُتلوا على يد داعش في الأسبوعين الماضيين، بما في ذلك 204 في الشفاء على مدى يومين، بينما قُتل ما بين 50 إلى 80 مدنياً في غارة جوية على الزنجيلي في 31 مايو. وفي الوقت نفسه، قال جودت لصحيفة الشرق الأوسط إن القوات العراقية سيطرت على 85 في المائة من الزنجيلي. وفي 9 يونيو، قتلت الشرطة الاتحادية أحد عشر مسلحاً من داعش، بما في ذلك يعرب الخاتوني، وهو قائد فرقة كبير، وأبو أمل، رئيس اللجنة الأمنية المعين، بالقرب من مسجد النوري.

### 10 يونيو
أصدر قائد الشرطة الاتحادية جودت بيانًا في 10 يونيو قال فيه إن قواته سيطرت تمامًا على منطقة الزنجيلي، مما أسفر عن مقتل مئات المسلحين وتدمير 27 رشاشًا ثقيلًا، بالإضافة إلى عشرات السيارات المفخخة. وفي الوقت نفسه، صدت القوات العراقية هجومًا لتنظيم داعش إلى الجنوب من الشرقاط، حيث خسر التنظيم 24 مقاتلاً، بينما ارتفع إجمالي عدد القتلى من القوات والمدنيين إلى 38. أسفر هجوم على قريتين في قضاء الشرقاط عن مقتل 14 مسلحًا و4 مقاتلين موالين للحكومة.

### 11-12 يونيو
زعم اللواء علي محسن في 11 يونيو أن القوات العراقية سيطرت على أكثر من نصف حي الشفاء. كما اقتحمت القوات العراقية المدينة القديمة، حيث صرحت قيادة العمليات المشتركة أنها قتلت 23 مسلحًا أثناء دخولهم المدخل الشمالي لمنطقة باب سنجار. صرح العميد مصطفى العزاوي في اليوم التالي أن اللواء 36 بالجيش العراقي قد أقام موطئ قدم على حافة المجمع الطبي، متغلبًا على مقاومة شديدة.

### 13 يونيو
أعلن الجيش العراقي في 13 يونيو أن القوات العراقية قد انتهت من تطهير منطقة الزنجيلي، حيث ذكرت قيادة العمليات المشتركة أن الشرطة الاتحادية وقوات الرد السريع تقومان بتطهير الجزء الشمالي من المنطقة من المسلحين، بالإضافة إلى إزالة أعداد كبيرة من الألغام الأرضية والفخاخ التي نصبها المسلحون. وأضاف البيان أن الشرطة الاتحادية والجيش العراقي، إلى جانب جهاز مكافحة الإرهاب، واصلوا التقدم في الشفاء. في غضون ذلك، أعلن قائد الشرطة الاتحادية، شاكر جودت، مقتل أكثر من 1200 مسلح، من بينهم 27 قائدًا و214 قناصًا، وتدمير 865 مركبة مفخخة وتفكيك 780 لغما أرضيًا بينما استرجعت 300 كيلومتر مربع منذ بدء العمليات في غرب الموصل.

### 14 يونيو

الوضع العسكري في الموصل حتى 14 حزيران 2017.

شنّ أكثر من 100 مسلح هجومًا مضادًا على القوات العراقية في 14 يونيو/حزيران، متسللين إلى دندان، حيث استولوا على مسجد قُصف لاحقًا بالطائرات، وفقًا لمسؤولي الأمن. ثم انتقل المسلحون إلى دواسة والنبي شيت. وبينما كانت الاشتباكات مستمرة، صرح مسؤولو الأمن العراقيون بمقتل أحد عشر ضابطًا من الشرطة الاتحادية وأربعة مدنيين في الهجوم. زعمت الجماعة المسلحة أنها قتلت 40 ضابطًا من الشرطة الاتحادية. وصرح قائد الشرطة لاحقًا بأن القوات العراقية صدت الهجوم وقتلت العشرات من المسلحين، بينما أضاف ضابط في الشرطة الاتحادية أن العمليات جارية لطرد أي مسلحين متبقين.

### 15 يونيو
أعلن الجيش العراقي في 15 يونيو/حزيران سيطرته الكاملة على ناحية باب سنجار، مضيفًا أنه على وشك استكمال تطويق المدينة القديمة، بينما لا تزال القوات الموالية للحكومة تقاتل للسيطرة على الشفاء. وذكرت قيادة العمليات المشتركة أن القوات العراقية بدأت تقدمًا جديدًا في منطقة الفاروق.

### 16-17 يونيو
صرح جودت في 16 يونيو أن الشرطة العراقية سيطرت على 30 في المائة من منطقة الشفاء. وفي الوقت نفسه، صرحت المفوضية العليا للأمم المتحدة لشؤون اللاجئين أن 100000 مدني ما زالوا في المدينة القديمة وكانوا بمثابة دروع بشرية عمليًا. قتلت القوات العراقية ما يقدر بنحو 1800 مسلح من داعش خلال الأيام الستة عشر الأولى من شهر يونيو. في 17 يونيو، صرح جودت أن القوات العراقية استولت على المجمع الطبي في الشفاء، مما أسفر عن مقتل 19 مقاتلاً في الاشتباكات بالإضافة إلى تدمير ست سيارات مفخخة وأربع دراجات نارية. كما تدمرت مراكز تدريب داعش في محيط مستشفى الجمهوري في منطقة الشفاء، و طوقت المستشفى بنجاح. وفي الوقت نفسه، صرحت ليز غراندي أنه ما يصل إلى 150000 مدني ما زالوا في المدينة القديمة.

### 18 يونيو
ألقت السلطات العراقية 500000 منشور على الموصل في 18 يونيو تفيد بأنها بدأت الهجوم من جميع الاتجاهات، وتطلب من المدنيين البقاء في الداخل بينما تحذر داعش من الاستسلام أو الموت. ونقلت وكالة إخناوز عن محمد إبراهيم، رئيس اللجنة الأمنية في مجلس محافظة نينوى، قوله إن 1500 عضو من الجماعة كانوا يتحصنون بالقرب من مسجد نوري الكبير. اقتحمت القوات العراقية المدينة القديمة وقدرت أن 300 مقاتل من الجماعة قد غادروا. وقال هشام الهاشمي الذي يقدم المشورة لعدة حكومات في الشرق الأوسط في الأمور المتعلقة بالجماعة إن كنعان جياد عبد الله، المعروف أيضًا باسم أبو آمنة، رئيس أجهزة الأمن في داعش في المنطقة قُتل في الاشتباكات. ألقت القوات العراقية القبض على قائد آخر مسؤول عن الاستخبارات في الموصل، شاكر محمود حمد. في غضون ذلك، قصفت القوات العراقية مواقع داعش في مناطق المدينة القديمة، مما أسفر عن مقتل 13 مدنياً وإصابة ثمانية آخرين وفقًا لناشط.

### 19-20 يونيو
صرح اللواء معن السعدي من جهاز مكافحة الإرهاب في 19 يونيو أنهم سيطروا على مناطق جديدة في حي الفاروق بالمدينة القديمة. قُتل بختيار حداد، وهو صحفي عراقي يعمل لدى قناة فرانس 2، في انفجار لغم بينما أصيب ثلاثة صحفيين فرنسيين آخرين. توفي أحد الصحفيين، واسمه ستيفان فيلنوف، متأثرًا بجراحه في اليوم التالي. وفي الوقت نفسه، أعلنت قيادة العمليات أن الفرقة المدرعة التاسعة قد استولت على حي الشفاء الجنوبي، وقلعة باش تابيا، وضريح يحيى أبو القاسم، وسجن الأحداث، وكنيسة ماريا، ومديرية صحة نينوى، والجسر الخامس. كما أصدرت لاحقًا بيانًا يفيد بأن الفرقة المدرعة التاسعة قد استولت على حي الشفاء، وبالتالي حاصرت المدينة القديمة.

### 21 يونيو
بدأت القوات العراقية هجومًا نحو جامع النوري الكبير في 21 يونيو، حيث اقترب جهاز مكافحة الإرهاب لمسافة 200 إلى 300 متر منه وفقًا لبيان عسكري. وأفادت التقارير أن داعش غطت العديد من الشوارع بأغطية قماشية لعرقلة المراقبة الجوية. وقال مصدر في جهاز مكافحة الإرهاب لوكالة أنباء شينخوا إنهم اتخذوا مواقع على بعد 100 متر منه. وفي الوقت نفسه، ذكرت قيادة العمليات أن المروحيات العراقية دمرت مستودع ذخيرة بالإضافة إلى مركبة للجماعة، مما أسفر عن مقتل 13 مسلحًا في المجموع.  تدمر جامع النوري الكبير، حيث أعلن زعيم الجماعة البغدادي "الخلافة" في عام 2014، في وقت لاحق مع مئذنته المعروفة باسم "الحدباء". اتهم الجيش العراقي الجماعة بتفجيره بعد أن اقتربت القوات العراقية لمسافة 50 مترًا منه، إلا أن وكالة أعماق التابعة لداعش اتهمت الطائرات الأمريكية بتدميره. أصدر الجيش العراقي مقطع فيديو في وقت لاحق لدعم ادعائهم. في هذه الأثناء، نفى العقيد جون دوريان من القوات الجوية الأمريكية قصف المسجد، وألقى باللوم في تدميره على الجماعة المسلحة.

### 22 يونيو
أفادت التقارير بمقتل 53 مسلحًا في عمليات عسكرية بالمدينة القديمة يوم 22 يونيو. ونقلت وكالة شفق نيوز عن مصادر أمنية قولها إن القوات قتلت مسؤول المتفجرات في داعش أبو فرقان الموصلي، إلى جانب 15 آخرين، في منزل في حي الشفاء المستعاد. وتباهى رئيس الوزراء العبادي بأن الاستيلاء على المدينة كان "مسألة أيام" بينما صرح العقيد ريان ديلون أن 2 كيلومتر مربع من غرب الموصل لا تزال تحت سيطرة الجماعة. وقال قائد الشرطة الاتحادية العراقية، شاكر جودت، أيضًا إن قواته قتلت 43 عضوًا من داعش في رأس الجادة وباب البيض في المدينة القديمة، ودمرت خمس مركبات مفخخة.

### 23 يونيو
واصلت القوات العراقية القتال باتجاه مركز المدينة القديمة، حيث نشر المكتب الإعلامي للجيش العراقي خريطة تُظهر تقدم جهاز مكافحة الإرهاب على طول شارع الفاروق من الشمال إلى الجنوب وكذلك على طول شارع نينوى من الشرق إلى الغرب. كما ذكر الجيش العراقي أنه قد أجلى حوالي 7000 مدني من المدينة القديمة خلال الأسبوع الماضي. فجّر انتحاري آخر نفسه بين المدنيين الفارين في حي المشاهدة بالمدينة القديمة، مما أسفر عن مقتل 12 وإصابة أكثر من 20. كما ذكرت قيادة العمليات المشتركة أن لواء الطوارئ الثالث التابع لقوة شرطة نينوى قتل زعيم المجموعة، جاسم عاكوب، بالإضافة إلى المسلحين الذين هربوه إلى شرق الموصل عبر نهر دجلة. في غضون ذلك، صرح جودت أن الشرطة الاتحادية المتقدمة من الجنوب استولت على كنيسة شمعون وكانت تتقدم نحو مسجد الزيواني. قال مصدر طبي في مستشفى الموصل العام إن صاروخًا أصاب سوقًا في الموصل الجديدة، مما أسفر عن مقتل 10 مدنيين وإصابة 40 آخرين. استهدف تنظيم الدولة الإسلامية منطقة في شرق الموصل بتفجير انتحاري. وقال بيان عسكري صدر لاحقًا إن خمسة أشخاص بينهم ثلاثة من رجال الشرطة قُتلوا بينما أصيب 19 آخرون في التفجيرات.

### 24 يونيو
صرح قائد الشرطة الاتحادية رائد شاكر جودت في 24 يونيو أن ثلثي المدينة القديمة قد استولوا عليها وأن قوات الشرطة الاتحادية تقترب من حي سرغ خانة بالمنطقة. فتحت القوات العراقية طرق خروج خلال النهار للمدنيين للفرار من المدينة القديمة. استسلمت الصحفية الفرنسية فيرونيك روبرت متأثرة بجراحها التي أصيبت بها في وقت سابق في انفجار لغم. وقال مصدر محلي إن ثلاثة من قادة النخبة في داعش، بمن فيهم مسؤول في ديوان الجند، قُتلوا في غارة جوية على مخبأ في ضواحي تلعفر. وفي الوقت نفسه، أفادت خلية الإعلام الحربي أن انتحاريين استهدفا سوق المثنى فجّرا نفسيهما قبل الوصول إلى الهدف بعد أن علمت القوات العراقية بمؤامرتهما في شرق الموصل. أسفر الانفجار عن مقتل ثمانية أشخاص، بينهم ثلاثة من رجال الشرطة وإصابة 19 آخرين.

### 25 يونيو
يذكر المقدم سلام العبيدي أن أقل من كيلومتر مربع واحد من حي المدينة القديمة لا يزال تحت سيطرة داعش وأن القوات العراقية تسيطر الآن على 65-70 في المائة من الحي. وذكر يحيى رسول من قيادة العمليات المشتركة أن واحد في المائة فقط من المدينة لا يزال تحت سيطرة داعش، حيث حررت الفرقة المدرعة التاسعة الجزء الجنوبي من الشفاء، بينما كان القتال مستمرًا في الجزء الشمالي. كما ذكر أن الجيش العراقي يتقدم في حي الفاروق واستولى على جزء من حي المشاهدة. زعم داعش أنه استولى على التنك ويهاجم حي اليرموك، على الرغم من أن الجيش العراقي لم يؤكد ذلك. وزعم الجيش أنه تصدى لهجوم نفذه عدة انتحاريين على حي التنك. وصرح اللواء سامي العارضي، أحد كبار قادة جهاز مكافحة الإرهاب، أن قواته كانت على بعد 25 مترًا من موقع مسجد النوري. وأفادت التقارير بشن هجمات مضادة من قبل الجماعة في التنك وراجم حديد واليرموك. وقالت وزارة الدفاع في بيان لها إنهم استولوا على مصنع طائرات بدون طيار تابع لتنظيم داعش في حي الشفاء بمساعدة المدنيين. ووفقًا لناشط محلي، قُتل خمسة أفراد من عائلة واحدة في غارة جوية في غرب الموصل.

### 26 يونيو
صرحت القوات العراقية أنها صدت الهجوم المضاد الذي شنته داعش، مع الإبلاغ عن وقوع خسائر بشرية بما في ذلك مقتل 20 من مقاتلي الجماعة. تسلل المسلحون وهم يرتدون زي الحشد الشعبي وقُتل حوالي 40 مسلحًا في غارات جوية للتحالف ضد داعش على أقصى الطرف الغربي للمدينة وفقًا لضابط عراقي. صرح الأسدي من جهاز مكافحة الإرهاب أن المسلحين حوصروا في جانب أو جانبين من اليرموك وأن قوات الأمن كانت تفتشه وتنك منزلًا بمنزل. وأضاف أيضًا أن القوات العراقية قد التقت في شارع الفاروق وستبدأ في الدفع باتجاه النهر، متفاخرًا بأن المعركة ستنتهي في غضون أيام. أعلن يار الله أن جهاز مكافحة الإرهاب قد استولى على حي فاروق الأولى. صرح جودت أن القوات العراقية استولت على المستشفى الرئيسي لداعش في باب البيض.

### 27 يونيو
أعلنت قيادة العمليات المشتركة في 27 يونيو/حزيران أن نحو نصف المدينة القديمة تحت سيطرة القوات العراقية، حيث سيطرت الفرقة 16 للجيش العراقي على حي المشاهدة في المدينة القديمة. وأضافت أن الشرطة الاتحادية سيطرت على منطقتي البيض ورأس الجدعة. وأصدرت شرطة نينوى بيانًا زعمت فيه مقتل ستة عناصر من داعش أثناء محاولتهم التسلل إلى منطقة رجم حديد غرب الموصل. وذكر الجيش أن الشرطة الاتحادية طردت المسلحين من جامع الزيواني، وأنهم على بُعد أيام قليلة من طردهم من المدينة. وصرح جودت بأنه لا تزال هناك مسافة حوالي 600 متر بين القوات وطريق الكورنيش، وأن الوصول إليها سيُنهي المعركة.

### 28-29 يونيو
أعلن الجيش العراقي في بيان أن الفرقة 16 للجيش قد سيطرت على حيي حضرة السعادة والأحمدية إلى الشمال الغربي من مسجد النوري في المدينة القديمة. وأضاف الجيش أيضًا أن قوات الأمن قتلت خمسة مسلحين كانوا يحاولون الفرار عبر نهر دجلة إلى شرق الموصل. وذكر جودت أنه في 29 يونيو تقدمت الشرطة الاتحادية 200 متر باتجاه حي سيريجخانة، الذي يعتبر آخر معقل للجماعة في منطقة الضفة اليمنى للمدينة القديمة. كما ذكر أن طائرات عراقية بدون طيار قصفت أهدافًا متحركة للجماعة، مما أسفر عن مقتل 12 مسلحًا والاستيلاء على مختبر للأسلحة المضادة للطائرات. وذكر عبد الغني الأسدي أن القوات العراقية قتلت أكثر من 600 مسلح خلال القتال للسيطرة على موقع مسجد النوري وحررت أكثر من 900 عائلة في المدينة القديمة. وأضاف أن القتال لا يزال مستمراً في أحياء الميدان والسرجخانة ورأس الخور في المدينة القديمة. واستولت القوات العراقية في وقت لاحق على أنقاض جامع النوري الكبير. وبعد الاستيلاء عليه، أعلن رئيس الوزراء العبادي انتهاء "خلافة" الجماعة المزعومة. وفي الوقت نفسه، أعلنت البيانات العسكرية أن جهاز مكافحة الإرهاب قد استولى على المسجد بالإضافة إلى حيي الحدباء والسرجخانة. وأعلن المكتب الإعلامي للشرطة الاتحادية أن قواته سيطرت على كنيسة الساعة ومسجد عمر الأسود في حي باب جديد في المدينة القديمة. وخلال النهار، صرح العقيد ريان ديلون أن "تحرير الموصل وشيك". قُتل 14 مسلحًا بينهم انتحاريان في اشتباكات وفقًا لمسؤولين عراقيين، وقال ضابط الشرطة الاتحادية الملازم عبد الباري فالح الجاموس إن 12 مسلحًا قُتلوا في باب الجديد.

### 30 يونيو
صرح اللواء الركن معن السعدي من جهاز مكافحة الإرهاب أن السيطرة على آخر المناطق على طول نهر دجلة التي يسيطر عليها تنظيم داعش والتي دافع عنها 200 مسلح ستستغرق من أربعة إلى خمسة أيام. وأضاف أن القوات العراقية واصلت تقدمها في حي الميدان بالمدينة القديمة. وأعلنت قيادة العمليات المشتركة أن الفرقة 16 مشاة بالجيش العراقي سيطرت على حي الفاروق الثانية في الجزء الشمالي من المدينة القديمة. وأضافت أيضًا أن جهاز مكافحة الإرهاب قد استولى على منطقة الشعارين التجارية، وهي منطقة مجاورة تضم مسجد النبي جورج بالإضافة إلى منطقة عبد خوب في الجزء الشمالي من المدينة القديمة. قُتل ما يصل إلى 18 من قوات الأمن، بينهم ضابطان، في اشتباكات في منطقة باب لكش بالمدينة القديمة. بالإضافة إلى ذلك، قتلت القوات العراقية 54 مسلحًا في المدينة القديمة أثناء الاستيلاء على وتدمير أسلحة مختلفة ومركز اتصالات للجماعة. كما أعلنوا السيطرة الكاملة على كنيسة سيدة الساعة ومسجد عمر الأسود ومسجد الكرار وجنوب منطقة أسرجخانة. واعترف أبو البراء المصل، قائد معركة داعش في تلعفر، بالهزيمة في الموصل وأمر قواته بالانسحاب. وقال ضابط في الشرطة الاتحادية العراقية لوكالة الأناضول بعد أيام قليلة إن حوالي 213 مدنياً قُتلوا بين 24 و30 يونيو خلال اشتباكات في المدينة القديمة.

## يوليو: تطهير المدينة القديمة

### 1-2 يوليو
أعلن الجيش العراقي في الأول من يوليو أن الشرطة الاتحادية سيطرت على آخر جسر تحت سيطرة داعش، مما أدى فعليًا إلى قطع آخر طريق هروب للجماعة. وذكر ضابط بالشرطة الاتحادية أنهم استولوا أيضًا على سوق الأربعين ومسجدي كعب بن مالك والعمرية بالإضافة إلى المناطق السكنية المحيطة. وأعلنت قيادة العمليات المشتركة أنها سيطرت أيضًا على الجزء الشمالي من حي الشفاء إلى جانب فرقة الرد السريع، مما أدى إلى تحرير مجمع مستشفى إلى جانب منشأة مياه رئيسية في غرب الموصل مع مقتل العشرات من المسلحين. واستولت القوات على مستشفى ابن سينا التعليمي إلى جانب مرافق طبية أخرى بما في ذلك بنك الدم وعيادة في المنطقة. وأعلن جودت أن قواته أكملت مهمتها في الأجزاء الجنوبية من المدينة القديمة. وأعلن بيان عسكري في الثاني من يوليو أن جهاز مكافحة الإرهاب قد استولى على حي المكاوي.

### 3 يوليو
أعلنت قيادة العمليات المشتركة في 3 يوليو أن فرقة المشاة السادسة عشرة قد سيطرت على الخاتونية والطوالب ورأس الكور، مما أسفر عن مقتل 67 مسلحًا وإجلاء 961 مدنيًا. بالإضافة إلى ذلك، استمرت المعركة مع فلول داعش في الشفاء. استهدفت انتحاريتان مختبئتان بين المدنيين القوات العراقية خلال النهار، مما أسفر عن مقتل جندي واحد. إحبطت محاولة أخرى من قبل سبع نساء في الموصل حيث فجر بعضهن أنفسهن على العائلات الهاربة. ووفقًا لخريطة نشرها مكتب الإعلام العسكري، احتلت قوات داعش منطقة تشبه المستطيل تبلغ مساحتها حوالي 300 × 500 متر بجانب نهر دجلة.

### 4 يوليو
صرح اللواء نجم الجبوري، قائد عمليات نينوى، في بيان صحفي بتاريخ 4 يوليو/تموز، أن إعلان "تحرير الموصل" سيُعلن خلال يومين. وأضاف أن حوالي 400 متر لا تزال تحت سيطرة داعش في بعض المناطق، وسيعلن عن ذلك بعد السيطرة على الميدان. أبطأت القوات العراقية تقدمها في المناطق المتبقية نظرًا لاحتواء المنطقة على عدد كبير من المسلحين والمدنيين، حيث قدر قائد عراقي وجود حوالي 10,000 مدني متبقين في المناطق الخاضعة لسيطرة المسلحين. وصرح جودت أن القوات العراقية سيطرت على منطقة سراي دور وعدة مناطق أخرى باتجاه شارع خالد بن الوليد ومنطقة النجيفي. وأعلنت قيادة العمليات المشتركة أن الشرطة الاتحادية سيطرت على منطقة تجارية ومسجد. وخلال اليوم، هنأ رئيس الوزراء العبادي القوات العراقية على ما أسماه "النصر الكبير" في الموصل. وفي غضون ذلك، قال محمد الزبيدي، ضابط الشرطة الاتحادية العراقية، لوكالة الأناضول، إن 213 مدنياً قتلوا في الفترة من 24 إلى 30 يونيو/حزيران خلال الاشتباكات في المدينة القديمة.